# Valkyrian

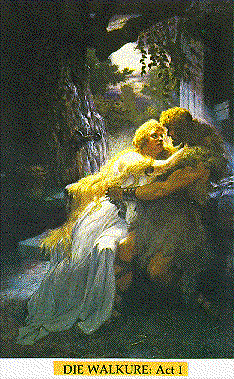
Ferdinand Leeke 1859–1925: Walküre

Valkyrian, WWV 86B, (tyska: Die Walküre) är en tysk opera i tre akter med libretto och musik av Richard Wagner. Den utgör andra delen i operacykeln Nibelungens ring och dess namn anspelar på operans huvudkaraktär Brünnhilde. Valkyriorna var enligt den nordiska mytologin Odens (Wotans) budbärarinnor. Valkyriorna förde från slagfältet med sig de stupade hjältarna till Valhall, gudarnas boning.
Den framfördes som en enda opera på Nationalteatern i München den 26 juni 1870 och fick sitt uruppförande som en del av Ringcykeln på Bayreuth Festspielhaus den 14 augusti 1876. Eftersom Ringcykeln utformades av Wagner i omvänd ordning var Valkyrian den tredje av de fyra texterna som skrevs, även om Wagner komponerade musiken i föreställningsordning. Texten var färdig i juli 1852 och musiken i mars 1856. Wagner följde i stor utsträckning de principer för musikdramats form, som han hade formulerat i sin essä Oper und Drama från 1851, där musiken skulle tolka texten känslomässigt, återspegla de känslor och stämningar som ligger bakom verket, med hjälp av ett system av återkommande ledmotiv för att representera människor, idéer och situationer snarare än de konventionella operaenheterna av arior, ensembler och körer. Wagner visade flexibilitet i tillämpningen av dessa principer här, särskilt i tredje akten, när valkyriorna ofta sjunger med ensemble.
Liksom med Rhenguldet ville Wagner skjuta upp framförandet av det nya verket tills det kunde visas i samband med den färdiga cykeln, men premiären i München 1870 arrangerades på uppmaning av hans beskyddare, kung Ludvig II av Bayern. Valkyrian har uppnått en viss popularitet som ett fristående verk och fortsätter att framföras oberoende av sin roll i tetralogin. Berättelsen om Valkyrian bygger på den nordiska mytologin som berättas i Völsungasagan och den Poetiska Eddan. I den här versionen träffas Völsung-tvillingarna Sieglinde och Siegmund, som separerades i barndomen, och blir förälskade. Denna förening förargar gudarna, som kräver att Siegmund måste dö. Sieglinde och parets ofödda barn räddas av Wotans dotter, titelfiguren valkyrian Brünnhilde, som till följd av detta står inför gudarnas vedergällning.
Den svenska premiären ägde rum på Stockholmsoperan den 7 november 1895.

## Bakgrund
Wagner började arbeta på det som blev hans Ring-projekt i oktober 1848, när han förberedde ett prosautkast till Siegfrieds död, baserat på den legendariska hjälten Sigurd Fafnesbane i den germanska mytologin. Under de följande månaderna utvecklade han utkastet till en fullständig "dikt" eller libretto.
Efter sina resor till Schweiz i maj 1849 fortsatte Wagner att utvidga sitt projekt, efter att ha beslutat att ett enda verk inte skulle räcka för hans syften. Han skulle därför skapa en serie musikdramer, som var och en berättar ett skede av historien, och baserar berättelsen på en kombination av myt och fantasi; Siegfrieds död skulle bli kulmen. År 1851 skisserade han sina syften i sin essä "Eine Mitteilung an meine Freunde": "Jag ämnar att producera min myt i tre kompletta dramer, föregångna av ett långt Förspel (Vorspiel)". Vart och ett av dessa dramer skulle, sade han, utgöra en självständig helhet, men skulle inte uppföras separat. "Vid en särskilt utsedd fest föreslår jag att någon gång i framtiden sätta upp dessa tre dramer med dess förspel, under loppet av tre dagar och en förkväll."
I enlighet med detta schema föregick Wagner Siegfrieds död (senare omarbetad till Ragnarök med berättelsen om Siegfrieds barndom, Den unge Siegfried, senare omdöpt till Siegfried. Detta föregicks i sin tur av Valkyrian, som handlade om Siegfrieds ursprung, och hela tetralogin frontades av en prolog, Rhenguldet. Eftersom Wagner förberedde sina texter i omvänd kronologisk ordning var Valkyrian det tredje av de dramer som tänktes ut och skrevs, men framstår som nummer två i tetralogin.

## Tillkomsthistoria

### Text, källor och karaktärer
Wagners ursprungliga titel på verket var Siegfried und Sieglind: der Valkyria Bestrafung ("Siegfried och Sieglinde: den straffade Valkyrian"), men han förenklade snabbt detta till Valkyrian. Prosaskisser till de två första akterna utarbetades i november 1851 och till den tredje akten i början av följande år. Dessa skisser utvidgades till en mer detaljerad prosaplan i maj 1852, och hela librettot skrevs i juni 1852. Den trycktes privat i februari 1853, tillsammans med de andra texterna till Rngen.

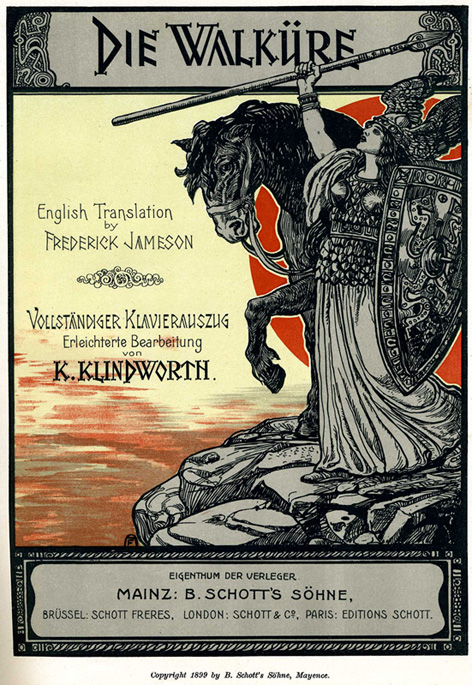
Musikförlaget Schotts klaverutdrag till Valkyrian 1899

Wagner byggde sitt libretto på en rad fornnordiska och germanska källor, främst Völsungasagan, den Poetiska Eddan, Snorres Edda, Nibelungenlied och andra fragment av den germanska litteraturen. Från denna uppsjö av material valde han ut särskilda element och omvandlade dem för att skapa sin egen berättelse genom att komprimera händelser, omorganisera kronologin och smälta samman karaktärerna. I Völsungasagan är Siegmund till exempel inte Wotans son, även om han arrangerar den senares avlelse genom en Völsungkvinna. Sigurd (Siegfried) är inte barn av Siegmunds incestuösa äktenskap med sin syster, utan av en senare hustru som bevarar svärdsstyckena. På samma sätt är Sieglinde i sagorna en något annorlunda karaktär, Signy; hon är Siegmunds tvillingsyster, men den son hon föder honom är inte Siegfried, och sättet hon dog på skiljer sig ganska mycket från det som Wagner skildrar. Hunding är en blandning av flera karaktärer i sagorna, särskilt Siggeir som är gift med Signy, och den skurkaktige kung Hunding som är Siegmunds dödsfiende i den poetiska Eddan.
Wotan (Oden) framträder i de nordiska sagorna som gud över allt liv såväl som över strider, även om han på intet sätt är allsmäktig. Fricka (Frigg) har de flesta av sina kännetecken för sin motsvarighet i den poetiska och prosa Eddan, som hustru till Wotan och gudinna för familjevärderingar. Brünnhilde är en mindre central figur i sagorna än hon är i Ringen. I en tidig strof söks hon som hustru av Günther, som söker hjälp av Siegfried för att övervinna sin övermänskliga styrka. Vissa aspekter av hennes Ring-karaktär förekommer i Eddorna och Nibelungenlied, som när hon omringas av Wotan i en ring av eld, och när hon räddas av en hjälte utan rädsla.
Valkyriorna har sin grund i historiska fakta, inom den primitiva germanska krigskulten. Enligt Cooke var de ursprungligen "ohyggliga gamla kvinnor som officierade vid offerriterna när fångar avrättades". De blev sammanflätade i legenden: i den Poetiska Eddan framträder de som övernaturliga krigarjungfrur som utför Odens order om vem som ska dö. I den Poetiska Eddan ges valkyriorna namn: Skuld, Skogul, Gunn, Hild, Gondul och Geirskogul. Vissa av dessa namn skiljer sig åt i andra källor. Namnen som Wagner gav sina valkyrior var hans egna påhitt, bortsett från Brünnhilde och Siegrune.
Wagner genomförde ett antal ändringar mellan sitt ursprungliga utkast och den slutliga texten. Till exempel i den första skissen dök Wotan upp personligen i första akten för att köra svärdet in i trädet. Siegmund drog svärdet långt tidigare i akten, och i andra akten blev Hunding inte dräpt av Wotan, utan lämnades vid liv för att följa Wotans instruktion: "Gå härifrån, slav! Buga dig för Fricka.»

### Komponerande
Bortsett från några grova skisser, bland annat en tidig version av det som blev Siegmunds "Vårsång" i första akten av Valkyrian, komponerade Wagner Ringens musik i dess rätta ordning. Efter att ha färdigställt musiken till Rhenguldet i maj 1854 började han komponera Valkyrian i juni 1854 och avslutade hela orkesterpartituret nästan två år senare i mars 1856. Denna långa period förklaras av flera samtidiga händelser och distraktioner, bland annat Wagners spirande vänskap med Mathilde Wesendonck, och en lång konsertturné i London på inbjudan av Royal Philharmonic Society, där han dirigerade en hel säsong under viss kontrovers, även om hans egen Tannhäuser-ouvertyr blev väl mottagen. Systemet med ledmotiv, som är en integrerad del av opera- och dramaprinciperna, används till fullo i Valkyrian; Holman numrerar 36 sådana motiv som introduceras i verket.

#### Valkyrieritten

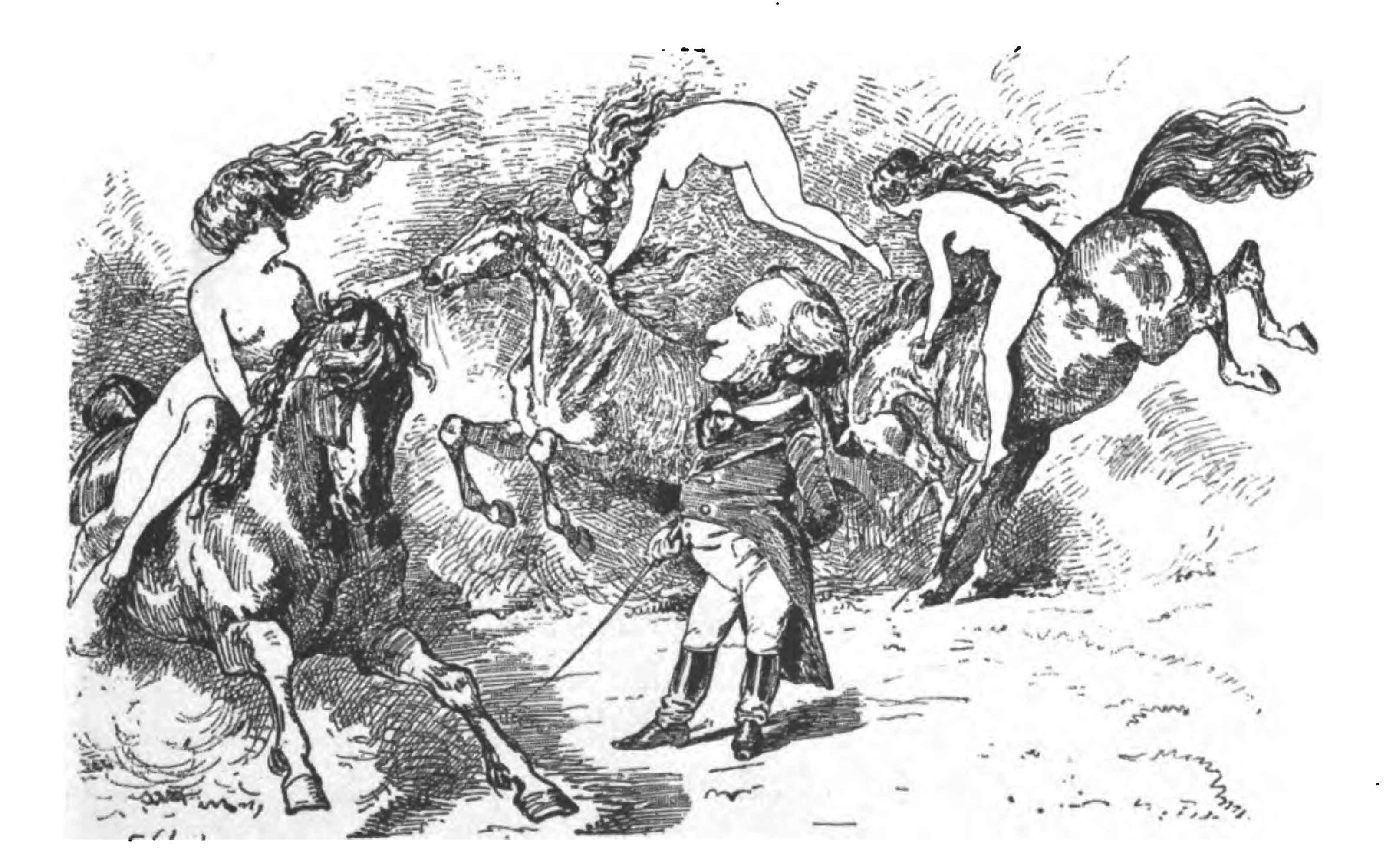
”Der Walkürenritt”, kariaktyr 1876.

Det välkända "Valkyrie"-motivet, som användes för att introducera Brünnhilde i andra akten, utgör grunden för den berömda Valkyrieritten som inleder tredje akten. Det börjar som ett rent orkesterstycke och kompletteras efter några minuter av de åtta valkyriornas hälsningsrop till varandra. Bortsett från rhendöttrarnas unisona sång i Rhenguldet, är Valkyrieritten det enda ensemblestycket i de tre första operorna av Nibelungens ring. Det har ofta använts som filmmusik, till exempel i Francis Ford Coppolas film Apocalypse Now. För Ringen skapade Wagner en orkester med en bleckblåssektion av dittills oanade mått: åtta horn (däribland två så kallade Wagnertubor eller valthornstubor som dock har samma munstycksform som hornens), två tubor, en kontrabastuba, tre trumpeter, en bastrumpet, tre basuner och en kontrabasbasun. Wagner skrev den konsertanta versionen av musikstycket 1862, för framförande vid konserter i Wien och Leipzig.
- Valkyrieritten inspelad 1921.

## Uppförandehistorik

### München 26 juni 1870

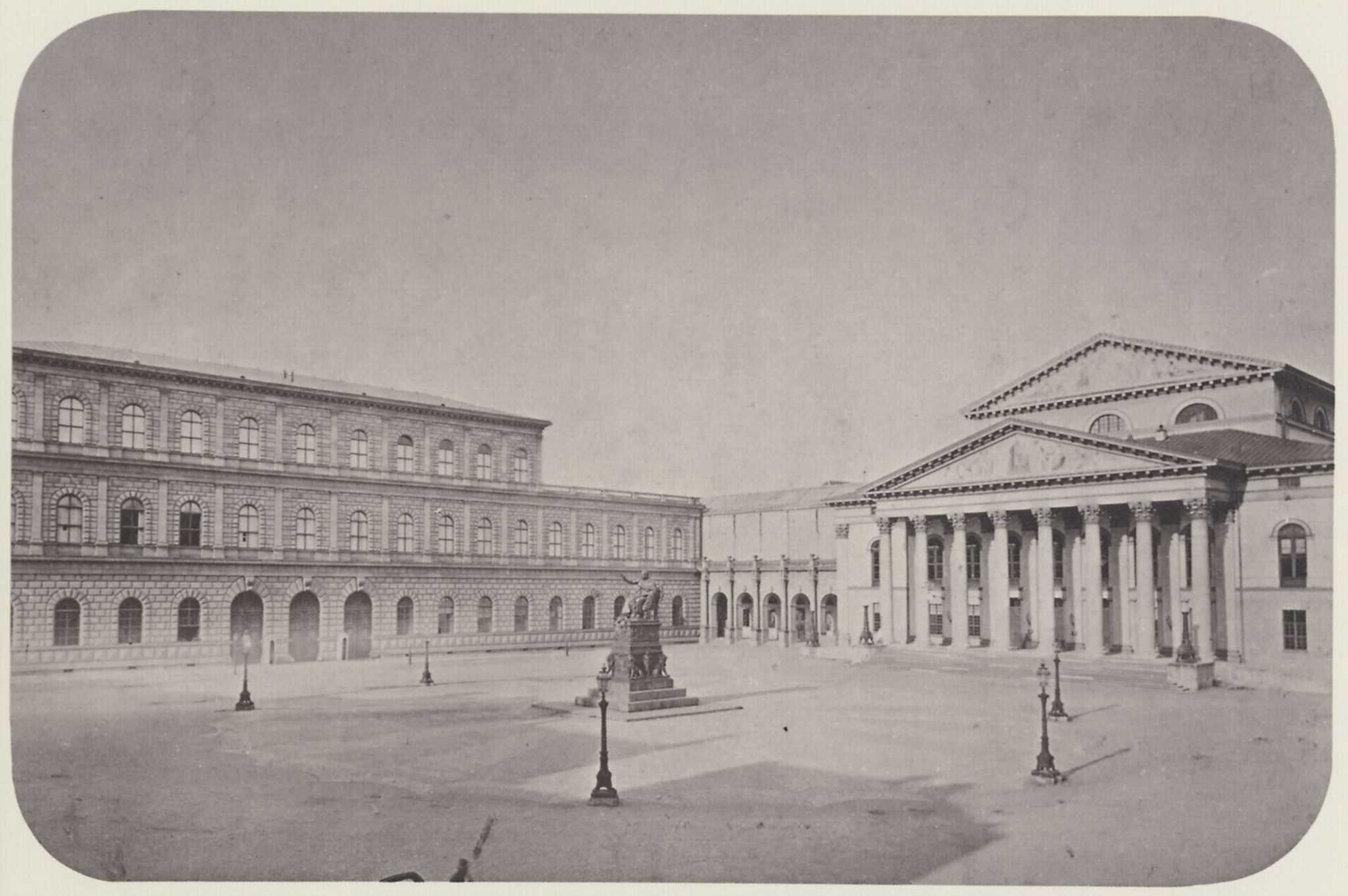
Münchens Hofoper (höger), fotograferad 1860

Liksom i fallet med Rhenguldet gick det många år från det att partituret till Valkyrian färdigställdes till dess att det uruppfördes. Wagner såg små chanser att Ringen-projektet skulle kunna förverkligas omedelbart och behövde pengar. I augusti 1857 övergav han arbetet med det och koncentrerade sig istället på Tristan och Isolde och Mästersångarna i Nürnberg, och på en reviderad version av Tannhäuser. Kung Ludvig II av Bayern, till vilken Wagner hade sålt upphovsrätten till Ringen, insisterade dock på att de två färdiga Ringoperorna skulle sättas upp, och trots Wagners bittra protester arrangerade han att de skulle framföras på Münchens Hofoper, Rhenguldet den 22 september 1869 och Valkyrian den 26 juni 1870. Kärnan i Wagners invändning mot en föreställning i München var hans förhållande med den gifta Cosima von Bülow, som han var sambo med i Schweiz; Han kunde inte återvända till München utan att provocera fram skandal och kunde därför inte direkt kontrollera föreställningarna.
När datumet för premiären av Valkyrian närmade sig blev Wagner allt mer bedrövad och vresig. Ett brev från kritikern Franz Müller som rapporterade att allt gick bra gav honom ingen tröst. Cosima skrev i sin dagbok att hans förtvivlan "genomborrar mitt hjärta som en dolk, och jag frågar mig själv om denna skamliga handling verkligen kommer att förbli ohämnad?". Premiären gästades av förgrundsgestalter från musikvärlden, däribland Liszt, Brahms, Camille Saint-Saëns och violinisten Joseph Joachim. Mottagandet från publik och kritiker var mycket mer positivt än vad som hade varit fallet ett år tidigare med Rhenguldet, även om Osborne citerar en avvikande röst från kritikern i Süddeutsche Presse. Efter att ha beskrivit första akten som "för det mesta dystert långrandig" menade denne kritiker att andra akten släpade och kom till liv endast tillfälligt. Han fortsatte: "Den tredje akten börjar så öronbedövande att fullständig dvala skulle vara garanterad även om de övriga var mindre långrandiga ... Den övergripande effekten av musiken är inte behaglig...". Cosima höll all kommunikation från München borta från Wagner och rev sönder de mer kritiska tidningsrecensionerna.
Efter en andra föreställning framfördes Valkyrian på Hofoper ytterligare tre gånger, omväxlande med Rhenguldet i en Ring-halvcykel. Kung Ludvig, som var frånvarande vid premiären, närvarade vid en av de senare föreställningarna. Festivalen i München hade ägt rum mitt i en stigande krigsfeber, eftersom relationerna mellan Frankrike och de tyska staterna snabbt försämrades. Fransk-tyska kriget bröt ut den 19 juli.

### Bayreuth 14 augusti 1876

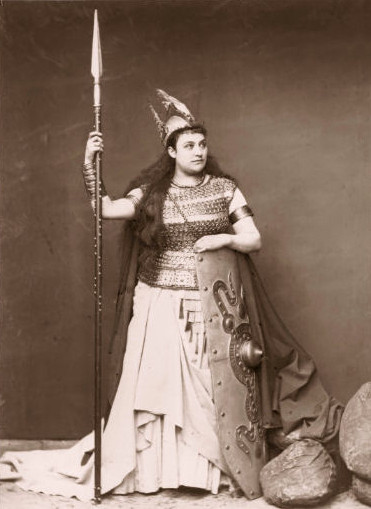
Amalie Materna som valkyrian Brünnhilde i Bayreuth 1876

I maj 1872 lade Wagner grundstenen till Festspielhaus i Bayreuth i norra Bayern. Ursprungligen hade han tänkt sig att hålla de första Festspelen i Bayreuth där 1873, men förseningar i byggnadsarbetet och färdigställandet av Ringens musik ledde till flera uppskjutningar. Slutligen var festivalen planerad till augusti 1876; Valkyrian skulle framföras den 14 augusti, festivalens andra dag.
Wagner var involverad i varje steg av förberedelserna. Enligt Ernest Newmans biografi var han "en mycket bättre dirigent än någon av sina dirigenter, en mycket bättre skådespelare än någon av sina skådespelare, en mycket bättre sångare än någon av sina sångare i allt utom ton". Heinrich Porges, en samtida krönikör, beskriver hur Wagner demonstrerade för Amalie Materna, som Brünnhilde, hur man sjunger scenen där hon berättar för Sieglinde om Siegfrieds förestående födelse: "Han sjöng [de sista orden] med verkligt spännande kraft". Sångerskan Lilli Lehmann (Helmwige) mindes i sina memoarer från 1913 hur Wagner spelade rollen som Sieglinde under repetitionerna: "Aldrig har en Sieglinde ännu vetat hur han ska närma sig honom, inte ens tillnärmelsevis".
Valkyrians framförande den 14 augusti var fritt från de mekaniska problem som hade drabbat Rhenguldet dagen innan, och mottogs i allmänhet väl av den framstående publiken som inkluderade kejsar Vilhelm I, kejsare Pedro II av Brasilien, representanter från olika europeiska kungahus och många av Europas ledande kompositörer. Wagner var dock långt ifrån nöjd. Han blev upprörd över en incident som involverade kejsaren, när den 79-årige Vilhelm snubblade och nästan föll över en tröskel, och var mycket kritisk mot två av sina främsta sångare, Niemann och Betz, som han ansåg vara "teaterparasiter" och sa att han aldrig skulle anställa igen – en åsikt som han senare reviderade. Bland de scener som han kände inte hade utspelat sig fanns de på bergstoppen: "Det ska jag ändra på en dag när jag framställer Valkyrian i himlen, på Guds högra sida, och den gamle herrn och jag betraktar den tillsammans".
Tre Ringcykler framfördes vid de första Festspelen i Bayreuth. Scenografin i Valkyrian och de andra operorna baserades på skisser av Josef Hoffman som omvandlades till scenografi av bröderna Brückner från statsoperan i Coburg. Dessa mönster, och Carl Döplers kostymer, influerade produktioner långt in på 1900-talet.

### Senare uppsättningar
Efter festspelen 1876 sågs Valkyrian inte igen i Bayreuth på 20 år, tills Cosima återupplivade Ringcykeln för festspelen 1896. Den togs snabbt upp av andra operahus: Wien och New York 1877, Rotterdam 1878 och London 1882.
 Föreställningen i New York den 2 april 1877 dirigerades av Adolf Neuendorff som en del av en Wagnerfestival organiserad av Academy of Music. Den föregick premiären på Metropolitan Opera med nästan åtta år.
Föreställningen i London på Her Majesty's Theatre den 6 maj 1882, var den första Ringcykeln som framfördes någonstans, efter premiären i Bayreuth 1876. Den dirigerades av Anton Seidl, som hade varit assistent till Wagner i Bayreuth, och hade Albert Niemann i sin Bayreuth-roll som Siegmund. I en lång recension blandade The Musical Times bifall med kritik: recensenten noterade ett antal tomma stolar i salongen, tyckte att scenografin var ogynnsam jämfört med den i Bayreuth och bedömde orkestern som "ineffektiv". Kritikern berömde dock de enskilda föreställningarna och bedömde att musiken och dramat hade fångat uppmärksamheten hos en publik vars entusiasm vida översteg den som visats Rhenguldet dagen innan. Korrespondenten för tidningen The Era var bedrövad över berättelsens incestuösa natur, som den beskrev som "brutal och förnedrande", trots musikens kvalitet: "En kompositör måste ha förlorat all känsla för anständighet och all respekt för den mänskliga naturens värdighet som på detta sätt kunde använda sitt geni och sin skicklighet".

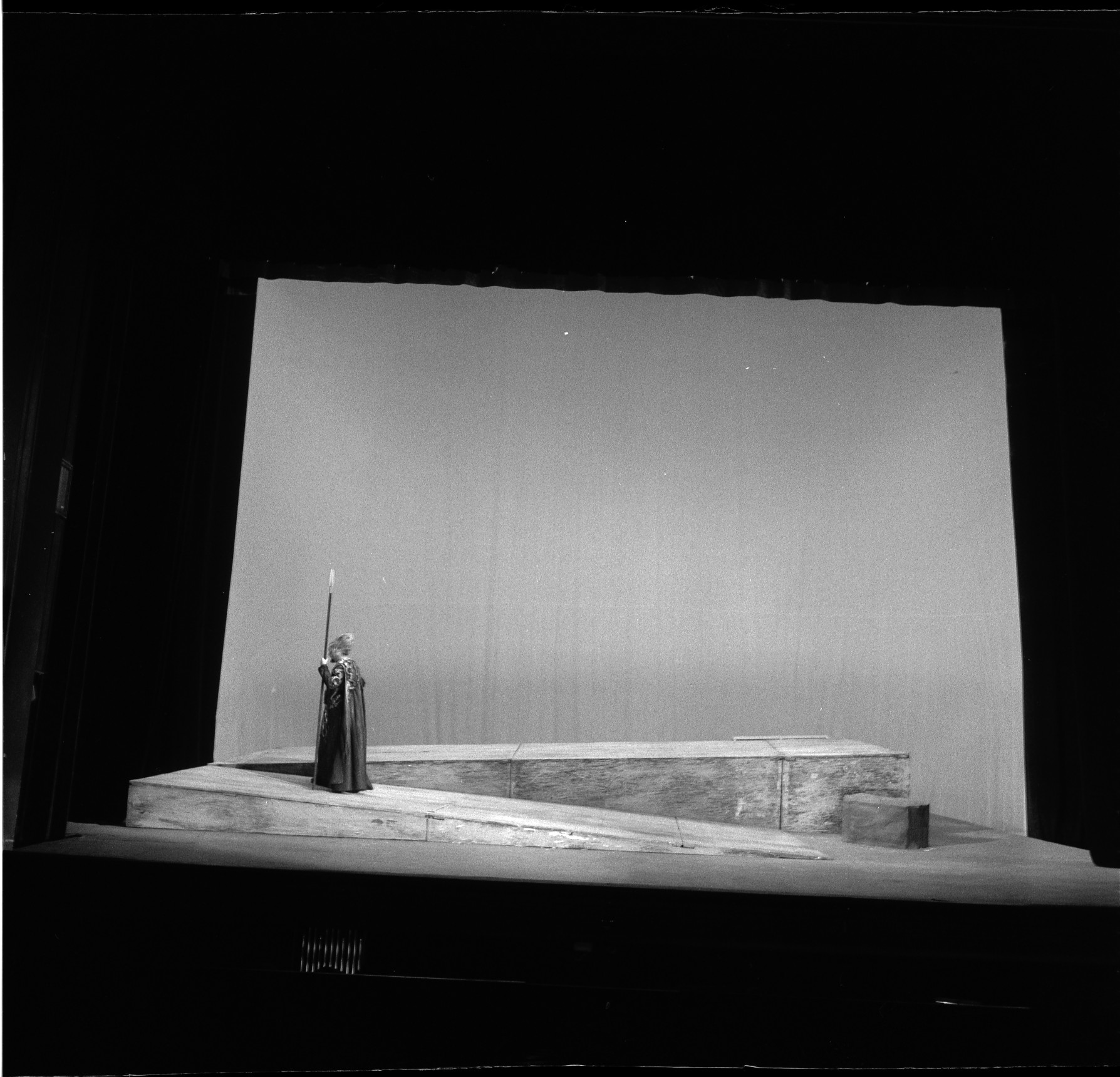
Akt III i en avskalad version från Théâtre du Capitole i Toulouse 1969

Föreställningen på New York Met den 30 januari 1885 var en del av en Wagnerfestival under ledning av Leopold Damrosch – inga andra Ringoperor sattes upp. Amalie Materna, Bayreuths ursprungliga Brünnhilde, repriserade rollen här. Scenografen Wilhelm Hock återskapade de ursprungliga Bayreuth-designerna. Föreställningen mottogs med stor entusiasm av publiken, som krävde att ridån skulle gå upp flera gånger. Damrosch insjuknade strax innan festivalen var slut och avled den 15 februari 1885.
Under 1880- och 1890-talen visades Valkyrian i många europeiska städer, ibland som en del av en Ringcykel men ofta som ett fristående verk: Bryssel, Venedig, Strasbourg och Budapest 1883, Prag 1885, Sankt Petersburg 1889, Köpenhamn 1891 och Stockholm 1895. Vid det laget reste den över hela världen: till Mexiko 1891, Argentina 1899, Australien 1907, Sydafrika 1912 och Brasilien 1913. I dessa produktioner följde man ofta Bayreuths linje och höll sig nära de scener och kostymer som Wagner hade godkänt för den ursprungliga festivalen, även om det förekom vissa avvikelser, som i Adolphe Appias produktioner, där man ersatte piktorialismen med stiliserade scenografier med färger och ljus.
I Bayreuth skedde inga större förändringar i presentationen förrän efter andra världskriget, då Wieland Wagner avslöjade sin "Nya Bayreuth"-stil med i stort sett kala scener och osmyckade kostymer. Även om de traditionella uppsättningarna fortsatte utanför Bayreuth, följde många föreställningar den nya trenden. Från 1970-talet och framåt skedde en ökad innovation; Valkyrian i Leipzig inledde trenden att placera öppningsscenen i andra akten i Valhalla snarare än på en bergstopp; Harry Kupfer i Bayreuth 1988 förlade hela cykeln till en postnukleär dystopi; I Jürgen Flimms uppsättning i Bayreuth 2000 spelade Wotan en korrupt affärsman, sittande på ett kontor omgivet av 2000-talets attiraljer, inklusive en dokumentförstörare som användes för att dölja hans spår. Några framstående uppsättningar höll sig till traditionell iscensättning, bland annat Otto Schenks på New York Met 1989, som beskrevs av The New York Times som "charmigt gammaldags" och som "en lättnad för många inbitna wagneranhängare".
Enligt Charles Osborne är Valkyrian tillräckligt självgående för att kunna sättas upp på egen hand. Festspelen i Bayreuth 2018 bröt ny mark när den för första gången presenterade Valkyrian som en fristående opera, utanför ramen för Ringcykeln.

## Musiken
Osborne skriver att Valkyrian, liksom Rhenguldet, i första hand är ett verk för soloröster, men med bättre integration av de vokala stämmorna i den övergripande musikaliska strukturen. Liksom sin föregångare komponerade Wagner Valkyrian enligt de principer som han hade definierat i sin essä Oper und Drama från 1851, och undvek de traditionella operanormerna för kör, arior och vokala "nummer". Det råder dock viss oenighet om i vilken utsträckning dessa principer har iakttagits fullt ut. Kritikern Barry Millington menar att av alla Wagners verk är Valkyrian det fullaste förkroppsligandet av operans och dramats föreskrifter, som uppnår en fullständig syntes av musik och poesi. Detta säger han uppnås utan några märkbara uppoffringar i det musikaliska uttrycket". I sin analytiska essä Den perfekta Wagnerianan lovordar George Bernard Shaw syntesen av musik och drama: "Det finns inte ... en ton i den som har någon annan poäng än den enda direkta poängen att ge musikaliskt uttryck åt dramat". Gutmans uppfattning är dock att detta endast gäller de två första akterna; "Höjdpunkten" i denna stil, säger han, finns i den senare operan Tristan och Isolde. Roger Scruton hänvisar till avvikelser i Valkyrian som "Siegmunds vårsång" (Winterstürme), där Siegmund stannar upp handlingen för att förklara sin kärlek till Sieglinde i vad som i alla avseenden är en aria, medan Osborne noterar de "imponerande ensemblerna" i tredje akten, när valkyriorna sjunger tillsammans.

### Akt I

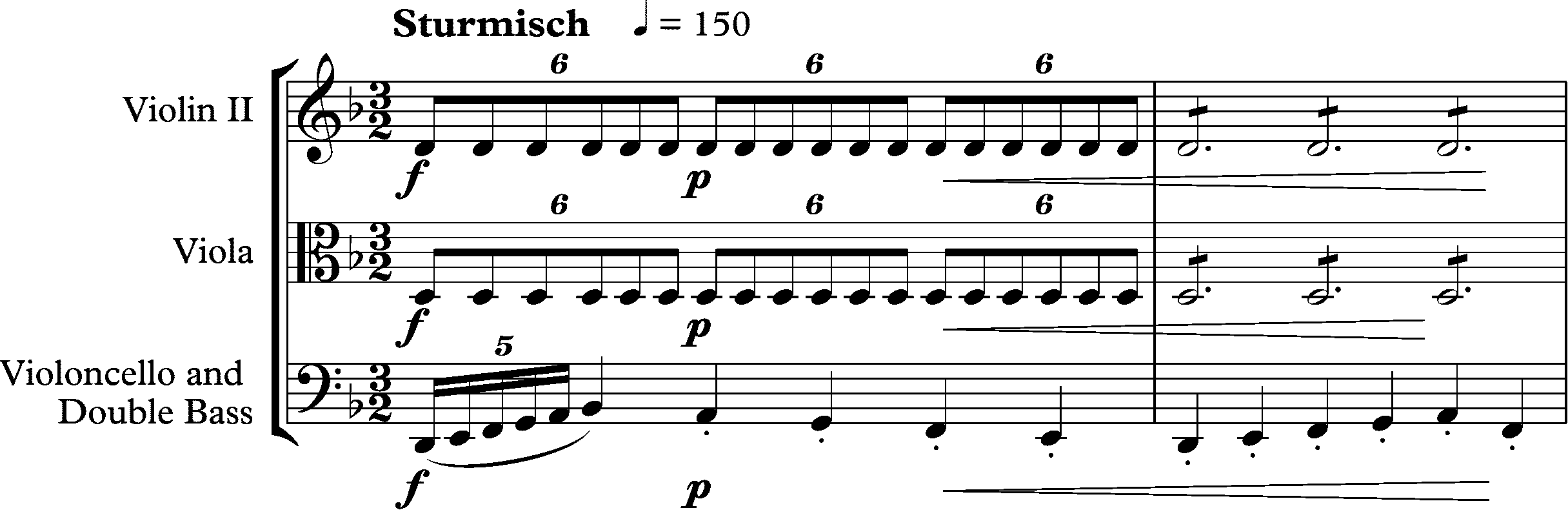
Förspelet till akt I

Akten inleds i tonarten d-moll, som ramar in musiken fram till Siegmunds död i andra akten. Det korta förspelet skildrar en storm; en stampande rytm i basarna stiger till ett klimax där "Donners maning" från Rhenguldet hörs. Allteftersom scenen fortskrider introduceras flera nya motiv; det som föreställer Siegmund, som härrör från "Spjut"-motivet från Rhenguldet; det för Sieglinde, en mild melodi på stråkar, som Holman säger "förmedlar på en gång Sieglindes inre skönhet och olycka"; och det motiv som Newman kallar "Kärlekens gryning", som kommer att återkomma i den sista kärleksduetten i akten. Dessa tre motiv, och deras utvecklade varianter, är framträdande genom hela akten. Bland andra motiv är den aggressiva mässingsstaccatot som kännetecknar Hunding en särskilt slående fras, "lika mörk och dyster som mannen själv".
Wagner använder andra motiv från Rhenguldet för att leverera viktig information. På så sätt avslöjas Siegmunds och Sieglindes härkomst för publiken, när Valhalla-musiken spelas mjukt på tromboner. Samma tema refererar till Wotan, när Sieglinde berättar om den gamle mannens besök på hennes bröllop. En upprepad fallande oktav i G♭, hämtad från "Svärd"-motivet, illustrerar Siegmunds desperata längtan efter svärdet, och återkommer i slutet av akten, tillsammans med hela "Svärd"-motivet i triumferande bleckblås, när han drar svärdet ur trädet.

### Akt II
Andra akten inleds sprudlande med ett kort förspel som förebådar det berömda valkyriemotivet som i nästa akt kommer att ligga till grund för "Valkyrieritten". Detta motiv skissades först 1851, för att användas i Siegfrieds död, innan den fullständiga planen för Ringcykeln utvecklades. I aktens första scen introduceras Brünnhildes energiska "Hojotoho!", när hon svarar på Wotans uppmaning och uttrycker vad Holman beskriver som sin "manliga entusiasm" för sin roll som krigarmö. Dialogen mellan Wotan och Fricka som följer illustreras av motiv som uttrycker Frickas sura besvikelse över sitt äktenskap, och Wotans bitterhet och frustration eftersom han är oförmögen att svara på sin frus kraftfulla argument.
I samtalen mellan Wotan och Brünnhilde hörs flera klanger av "Kvinno"-motivet. Motivet "Bebådelsen av döden" är den avgörande punkten, där de två berättelserna (Wotan/Brünnhilde och Siegmund/Sieglinde) möts. Wagner valde tonaliteten i f-moll♯ för denna scen och modulerade så småningom till h-moll som förberedelse för valkyriornas inträde i tredje akten.

### Akt III

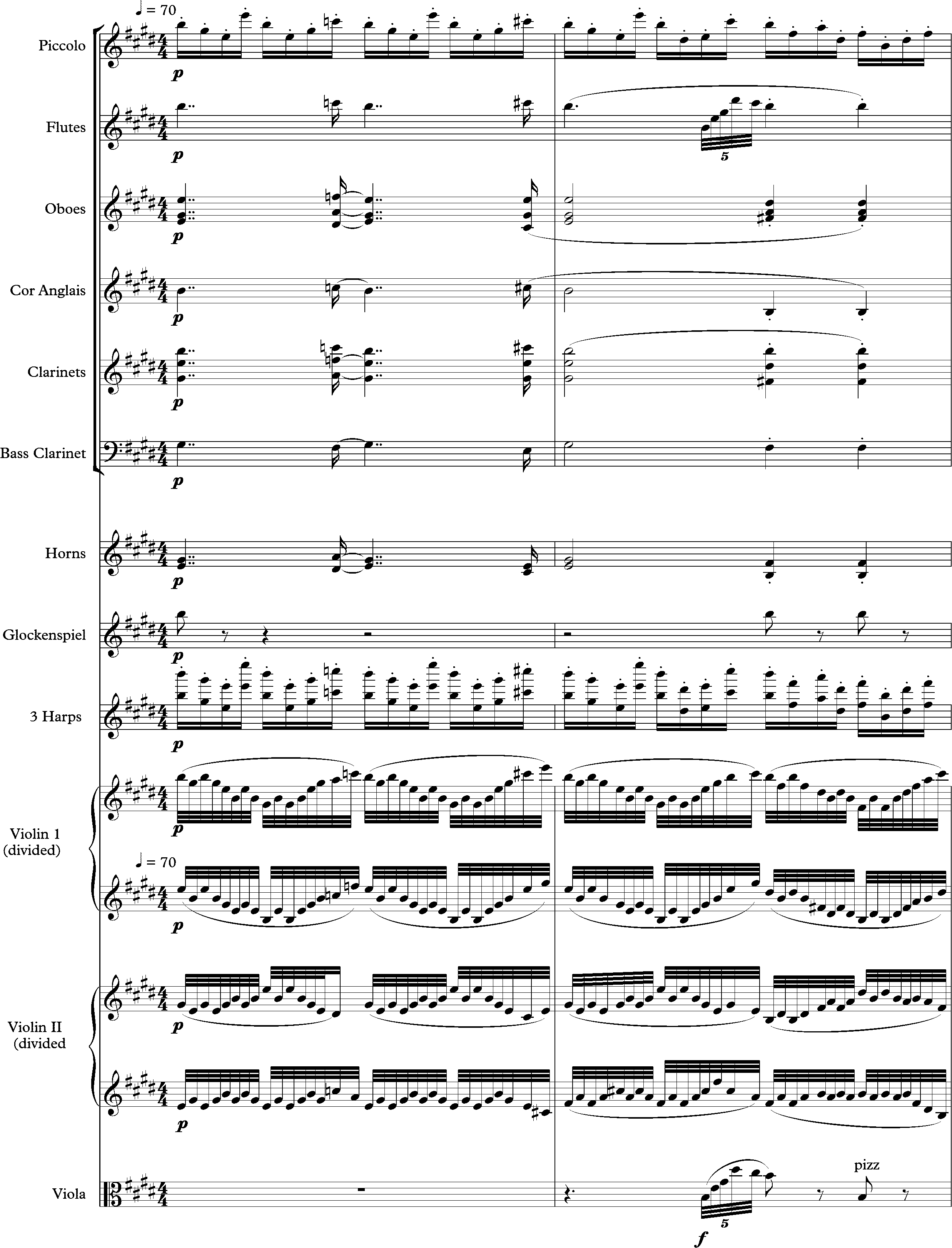
"Den magiska elden", Loges motiv

Akten inleds med den berömda sekvensen "Valkyrieritten", som bildas genom att kombinera valkyriornas eget stridslystna tema med Brünnhildes stridsrop från andra akten. Ritten har uppnått bestående popularitet som ett orkesterkonsertstycke utanför ramen för Ringcykeln; Enligt Newman förvanskas i orkesterversionen och ibland i själva operan den grundläggande staccatofraseringen genom att den andra och tredje tonen utelämnas och den fjärde betonas i stället för den första som den ursprungligen skrevs.
I mitten av akten, före Wotans hämndlystna entré och den långa upplösningen med Brünnhilde, hör vi "Försoning"-motivet där Sieglinde prisar Brünnhilde för hennes räddning: "O högsta av under! Ädlaste av jungfrur!". Motivet kommer härnäst att höras alldeles i slutet av Ringen, vilket avslutar hela tetralogin med en ton av försoning och optimism.
Den sista delen av akten kännetecknas av vad Millington beskriver som "en följd av noggrant kontrollerade klimax", av vilka den mest drabbande är Wotans farväl till sin vilsegångna dotter. Musiken domineras så småningom av de fem fallande tonerna i Brünnhildes "Sömn"-motiv som, när Wotan har använt sitt spjut för att åkalla Loge, förvandlas till "Den magiska elden"-musiken när Brünnhilde omsluts av eldringen, och Wotan sorgset ger sig av.

### Orkesterbesättning
- Träblåsinstrument: piccolaflöjt; 3 tvärflöjter med 3:e dubblering 2:a piccolaflöjt; 3 oboer; Engelskt horn dubblerar 4:e oboe; 3 klarinetter med 3:e dubblering av D-klarinett; basklarinett; 3 fagotter
- Bleckblåsinstrument: 8 valthorn (5-8 dubblerar Wagnertuba i Bb och F); 3 trumpeter; bastrumpet; 2 tenortromboner; bastrombon; kontrabastrombon: (dubblerande bastrombon); kontrabastuba
- Slagverk: 2 uppsättningar pukor; cymbaler; triangel; Gong; tenortrumma; Glockenspiel
- Stråkar: 16 förstavioliner; 16 andravioliner; 12 altfioler; 12 celli; 8 kontrabasar; 6 harpor
- Utanför scenen: kohorn, åskmaskin

## Personer
Valkyriorna är barn till Wotan och gudinnan Erda (urmodern/jordgudinnan). Deras uppgift är att hämta slagna hjältar och föra dem till Valhall. Wotan, utklädd till Wälse, hade två barn med dödlig moder: Siegmund och Sieglinde. Wotans avsikt var att få Siegmund att röva härskarringen från Fafner (se Rhenguldet).
| Roller       | Beskrivning                                                     | Röstläge              | Urpremiär München 26 juni 1870 (Dirigent: Franz Wüllner) | Bayreuthpremiär 14 augusti 1876 (Dirigent: Hans Richter) | Sverigepremiär 7 november 1895 Dirigent: Andreas Hallén |
| Människor    | Människor                                                       | Människor             | Människor                                                | Människor                                                |                                                         |
| ------------ | --------------------------------------------------------------- | --------------------- | -------------------------------------------------------- | -------------------------------------------------------- | ------------------------------------------------------- |
| Siegmund     | Völsung son till Wotan, Sieglindes tvillingbror                 | tenor                 | Heinrich Vogl                                            | Albert Niemann                                           | Mikael Bratbost                                         |
| Sieglinde    | Völsung dotter till Wotan, Siegmunds tvillingbror               | sopran                | Therese Vogl                                             | Josephine Schefsky                                       | Carolina Östberg                                        |
| Hunding      | av släktet Neiding; Sieglindes make                             | bas                   | Kaspar Bausewein                                         | Josef Niering                                            | Axel Sellergren                                         |
| Gudar        |                                                                 |                       |                                                          |                                                          |                                                         |
| Wotan        | Överguden                                                       | basbaryton            | August Kindermann                                        | Franz Betz                                               | Carl August Söderman                                    |
| Fricka       | Äktenskapets gudinna (inklusive tvångsäktenskap); Wotans hustru | mezzosopran           | Anna Kaufmann                                            | Friederike Grün                                          | Matilda Linden                                          |
| Valkyrior    |                                                                 |                       |                                                          |                                                          |                                                         |
| Brünnhilde   | Dotter till Wotan via Erda                                      | sopran                | Sophie Stehle                                            | Amalie Materna                                           | Adèle Almati                                            |
| Gerhilde     | Dotter till Wotan                                               | sopran                | Karoline Lenoff                                          | Marie Haupt                                              | Anna Karlsohn                                           |
| Ortlinde     | Dotter till Wotan                                               | sopran                | Henriette Müller-Marion                                  | Marie Lehmann                                            | Soffi Lindegrén                                         |
| Waltraute    | Dotter till Wotan                                               | dramatisk mezzosopran | Hemauer                                                  | Luise Jaide                                              | Paula Frödin                                            |
| Schwertleite | Dotter till Wotan                                               | kontraalt             | Emma Seehofer                                            | Johanna Jachmann-Wagner                                  | F. Olsen                                                |
| Helmwige     | Dotter till Wotan                                               | sopran                | Anna Possart-Deinet                                      | Lilli Lehmann                                            | Gertrud Sparrman                                        |
| Siegrune     | Dotter till Wotan                                               | mezzosopran           | Anna Eichheim                                            | Antonie Amann                                            | Johanne Kragballe                                       |
| Grimgerde    | Dotter till Wotan                                               | mezzosopran           | Wilhelmine Ritter                                        | Hedwig Reicher-Kindermann                                | S. Linné                                                |
| Roßweiße     | Dotter till Wotan                                               | mezzosopran           | Juliane Tyroler                                          | Minna Lammert                                            | H. Lindström                                            |

## Handling

### Förhistoria
Wotan har av jordgudinnan Erda fått veta att gudarna kommer att gå under om Alberich återigen får tag i ringen. Fafner har med hjälp av trollhjälmen Tarnhelms magiska kraft förvandlat sig till en drake och ligger och vaktar skatten. Wotan behöver en hjälte som kan vinna tillbaka ringen och rädda gudarna. Med Erda har Wotan nio döttrar, valkyriorna, som med Brünnhilde i spetsen, har till uppgift att föra fallna hjältar till Valhall. Wotan var trollbunden av paradoxala tankar om att en fri hjälte skulle återvinna ringen åt honom och återbörda den till Rhendöttrarna, varigenom gudarna skulle räddas från undergången. Med en kvinna av människosläktet avlade han Wälsungen (Völsungarna). I skepnad av Wälse (Völsung) fostrade Wotan tvillingparet Siegmund och Sieglinde i skogen. Wotan hoppas att sonen Siegmund en dag ska bli den hjälte, som ska rädda gudarna. När pojken och hans far Wälse en dag återvände från jakten, fann de huset nedbränt, modern ihjälslagen och inget spår av Sieglinde. Sieglinde hade släpats bort och tvingats att äkta Hunding, en medlem av en fiendesläkt. Men vid bröllopet uppenbarade sig en främling (Wälse/Wotan) och drev in ett svärd (Notung) i ett askträds stam. Ingen har ännu lyckats dra ut svärdet ur stammen.

### Akt 1: Det inre av Hundings hydda, som är uppbyggd kring en mäktig ask

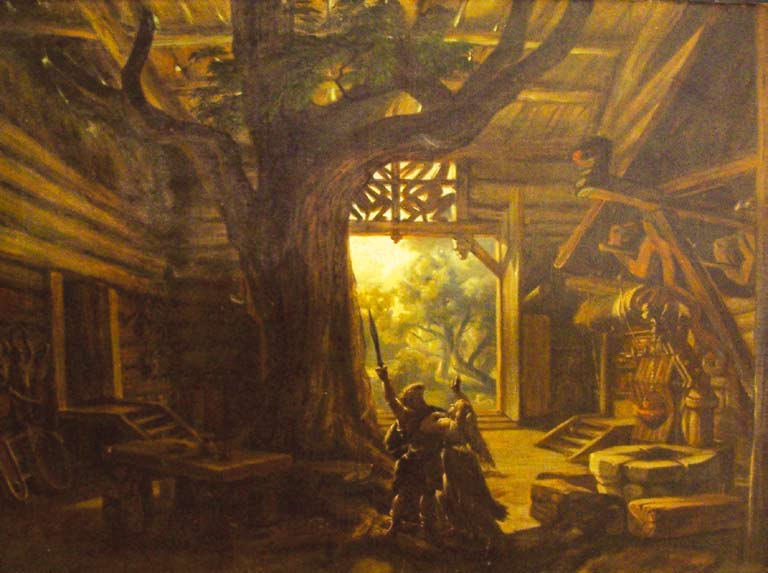
Scenbild till finalen av akt I.

Efter ett häftigt oväder och hetsad av fiender vacklar Siegmund in i Hundings hydda för att söka tillflykt. Han faller utmattad till marken. Han är blond, ung och vacker. Hundings hustru, Sieglinde, ger honom mat och dricka, utan att de känner igen varandra. Siegmund återfår sina krafter och vill dra vidare för att inte en ond spådom, som förföljer honom, ska drabba Sieglinde. Men hon ber honom stanna: hennes öde kan i alla fall inte bli värre. Hästhovar hörs mot stenarna utanför hyddan. Dörren slits upp och på tröskeln står Hunding. Han betraktar de båda med misstro och vill veta den unge mannens namn. Det är Wehwalt, svarar Siegmund. Hela hans liv har varit lidande och olycka. En dag när han och fadern kom hem från en jakt, fann de hyddan nedbränd, modern dräpt och systern bortrövad. Fadern försvann senare också. Nu hade han försvarat en ung kvinna, vars föräldrar ville gifta bort henne mot hennes vilja. I sin upphetsning hade han dräpt hennes bröder. I kampen mot de hämndlystna släktingarna hade han förlorat sina vapen och måste nu söka skydd i Hundings hydda.
Hunding förstår att de unge mannen är bror till Sieglinde och säger att han är en av Siegmunds förföljare. Som sed och bruk är vill han dock ge sin fiende gästfrihet och skydd över natten, men utmanar honom till kamp på liv och död följande morgon. Han ber Sieglinde göra i ordning en dryck åt honom och båda går för att lägga sig.
Siegmund kastar sig oroligt av och an på sitt läger. Han saknar ett dugligt vapen och minns svagt att fadern en gång lovat honom att han i nödens stund skulle finna ett svärd (”Ein Schwert verhiess mir der Vater”). Han ropar faderns namn och som ett svar blossar elden på härden upp och kastar ett ljus på fästet till ett svärd som är helt instucket i asken. Sieglinde smyger sig in till Siegmund och berättar att hon givit sin man en sömndryck. Hon råder honom att fly medan Hunding sover. Då han vägrar visar hon honom svärdet i asken, och berättar dess historia: Medan hon firade sitt bröllop med Hunding, inträdde en främmande man i hyddan. Alla utom hon blev förfärade inför hans blick. I handen höll han ett svärd som han stötte in i stammen ända till skaftet. Siegmund har henne i sina armar. När Sieglinde frågar om hon måste kalla honom vid det ohyggliga namnet Wehwalt, säger han vem han är (”Siegmund heiss’ ich und Siegmund bin ich”) och drar svärdet ur trädets stam. Han ger det namnet Notung (det som kom i nödens stund). Fylld av övermod för han sin syster och brud ut i vårnatten (”Winterstürme wichen dem Wonnemond”).

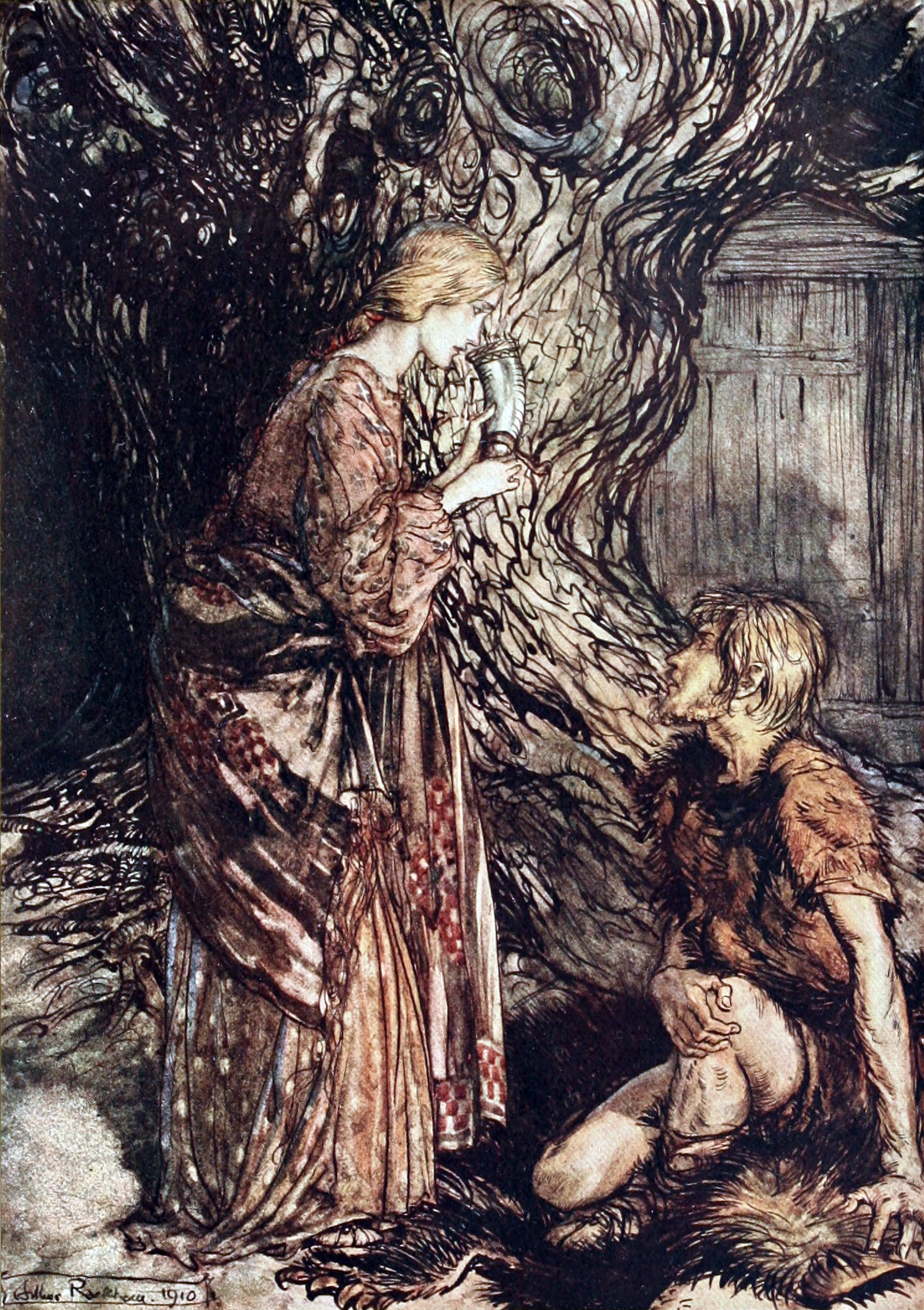
Siegmund och Sieglinde träffas.
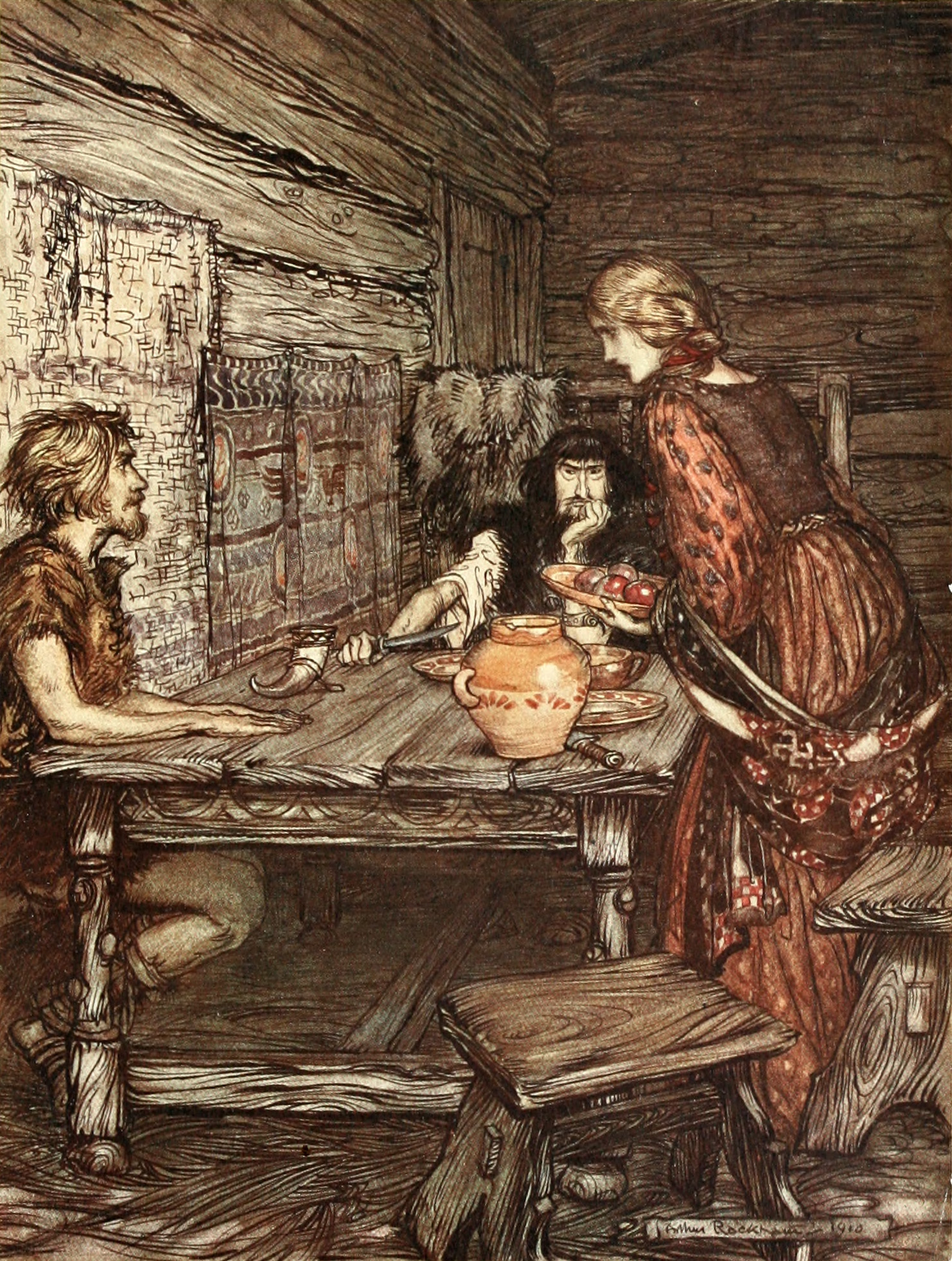
Hunding noterar likheten mellan Sieglinde och Siegmund.
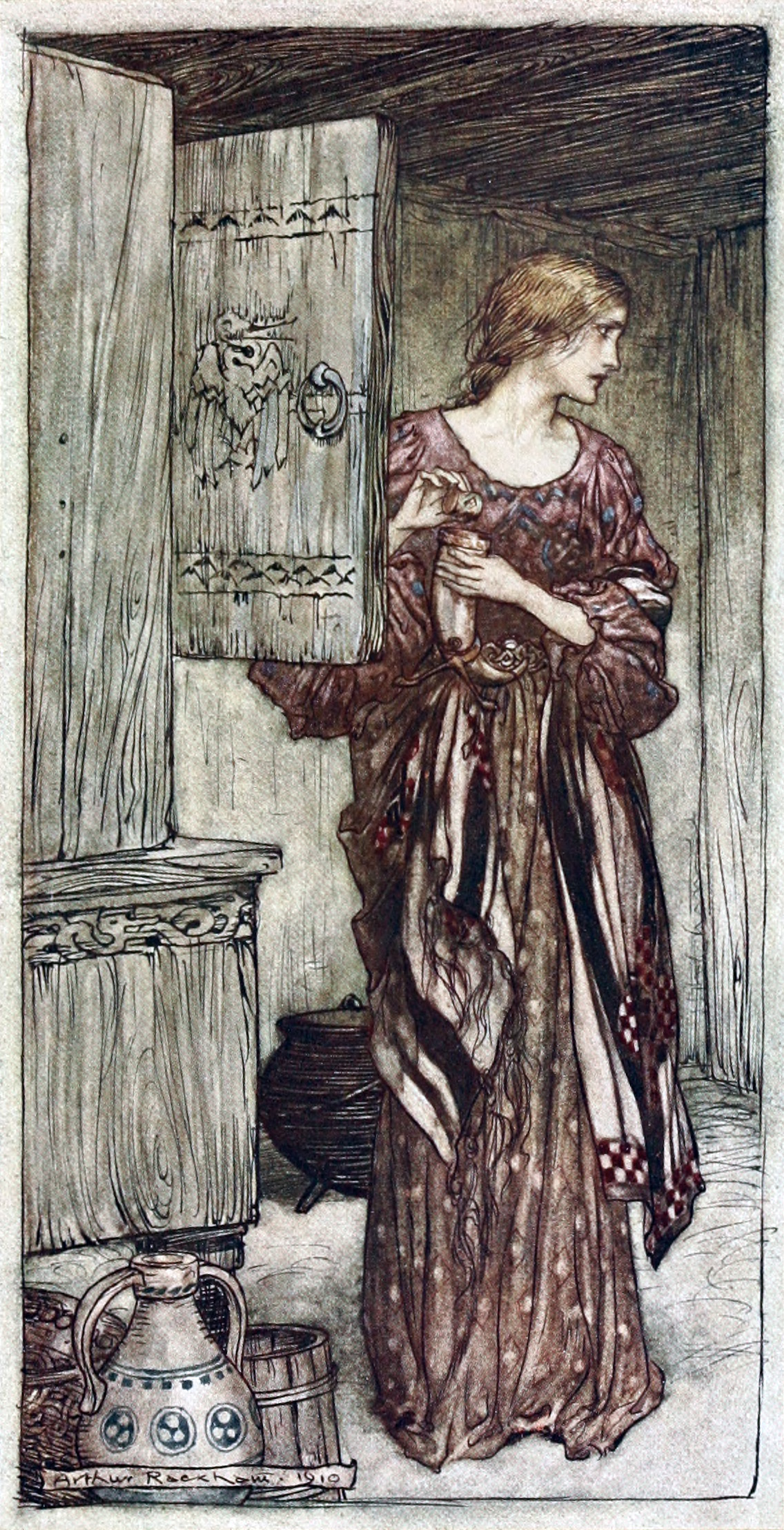
Sieglinde lägger sömnmedel i Hundings dryck.
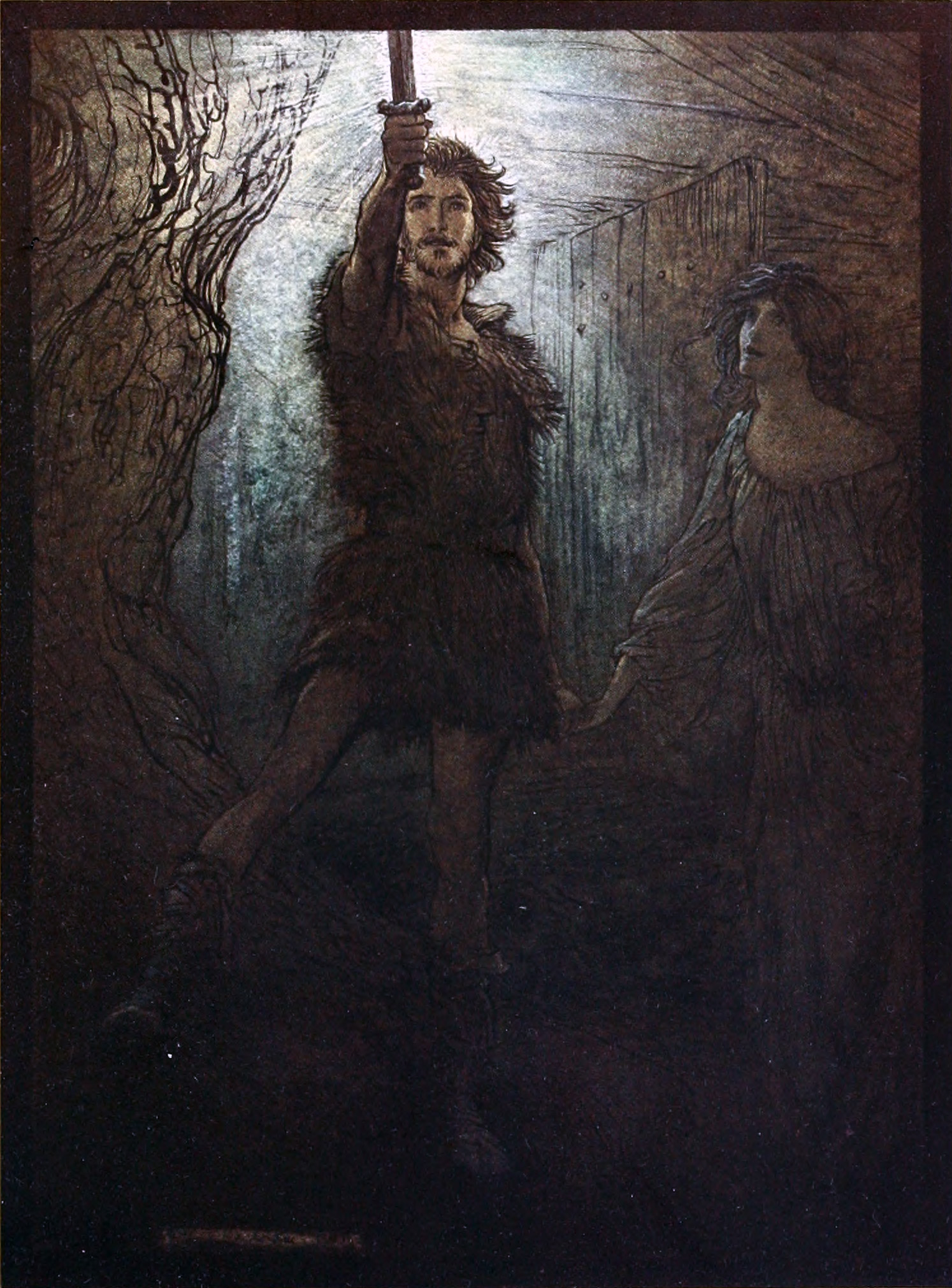
Siegmund drar svärdet Notung ur askens stam.

### Akt 2: Vild bergstrakt

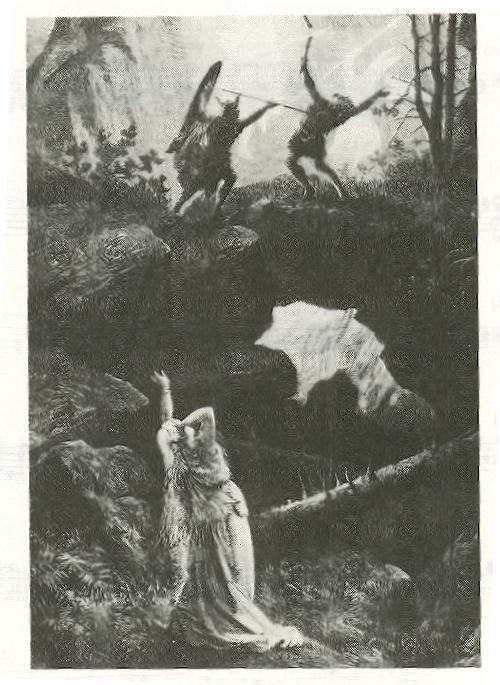
Hunding fäller Siegmund till marken.

Från gudomlig höjd betraktar Wotan förnöjt sina barns förening. Allt har gått efter hans plan. Det var han, som utklädd till vandringsman, stötte svärdet i trädet och sedan ledde Siegmund till Hundings hydda. Utan tanke på det omoraliska förhållandet mellan bror och syster gläder han sig åt att Siegmunds släkt ska leva vidare. Om Siegmund med hjälp av svärdet Notung lyckas besegra Hunding i tvekampen, står inget längre i vägen för Wotans plan. För säkerhets skull skickar Wotan dottern Brünnhilde till envigsplatsen för att beskydda Siegmund. Men Wotans hustru, Fricka, som är äktenskapets beskyddarinna kräver Siegmunds död för hans otillbörliga förhållande till systern och vill ha Brünnhilde att kämpa på Hundings sida. Inte heller ska valkyriorna blanda sig i striden. Wotan är besviken, då han ville leda Siegmund till jätten Fafner, som förvandlad till en drake vaktar guldet och ringen, och med hans hjälp komma åt skatten. Med sorg samtycker Wotan. Brünnhilde bönfaller honom att Siegmund ska få behålla sitt liv men Wotan är omöjlig att beveka och hotar sin dotter med det strängaste straff om hon inte lyder.
Efter en stund kommer Sieglinde och Siegmund. Sieglinde tycker sig skräckslagen se Hundings jakthundar riva ihjäl brodern. Men Siegmund tar henne i sina armar och får henne att sova. Brünnhilde förutspår Siegmund hans död (Todesverkündigung – Dödsförkunnelsen: ”Siegmund! Sieh auf mich!”) och ber honom följa med till Valhall, men han vill inte lämna Sieglinde. Han drar sitt svärd för att döda både Sieglinde och sig själv. Brünnhilde blir gripen av deras kärlek och beslutar sig för att skydda Siegmund. Hon lovar honom att han kommer att segra i kampen. Nu ljuder Hundings horn, och Siegmund drar sitt svärd. Medan de båda kämpar värnar Brünnhilde Siegmund. Då flammar himlen upp och Wotan träder mellan de båda kämpande. Med sitt spjut splittrar han svärdet Notung, och Hunding genomborrar Siegmund. Brünnhilde tar med sig det splittrade svärdet och flyr med Sieglinde. Med en föraktfull gest ser Wotan till att även Hunding dör, och rider sedan iväg för att infånga den olydiga Brünnhilde.

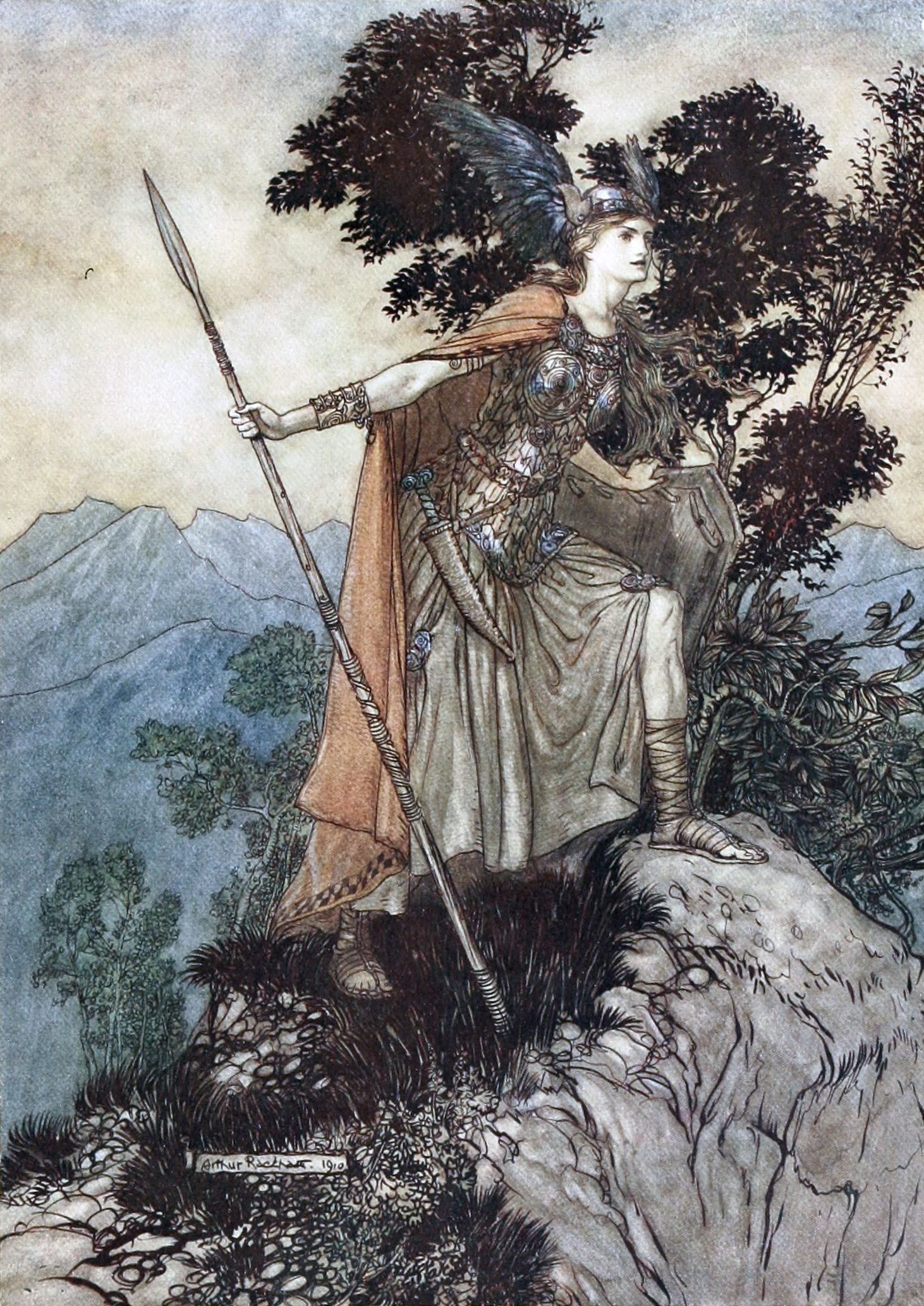
Brünnhilde
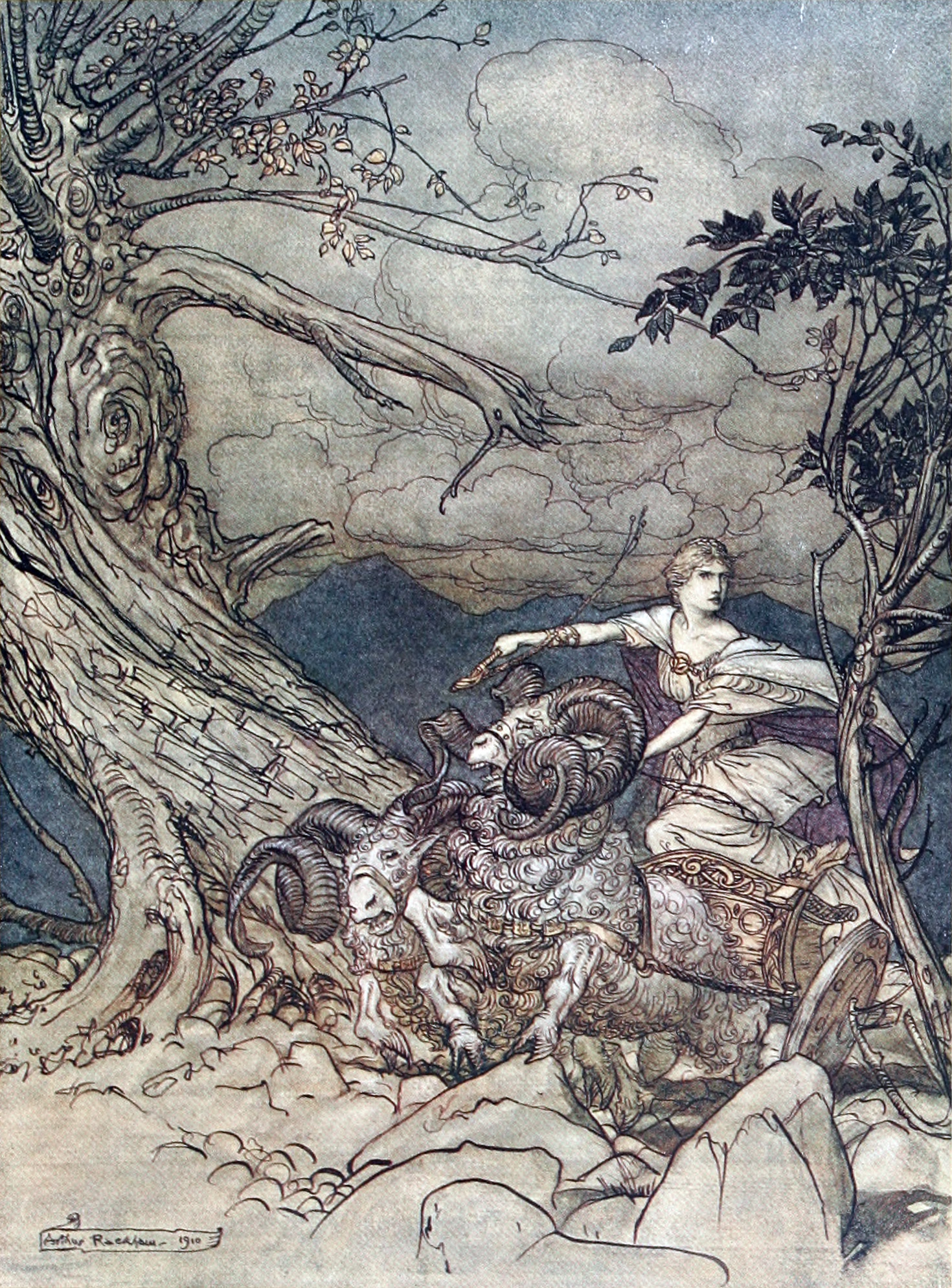
En rasande Fricka anländer i sin vagn dragen av två bockar.
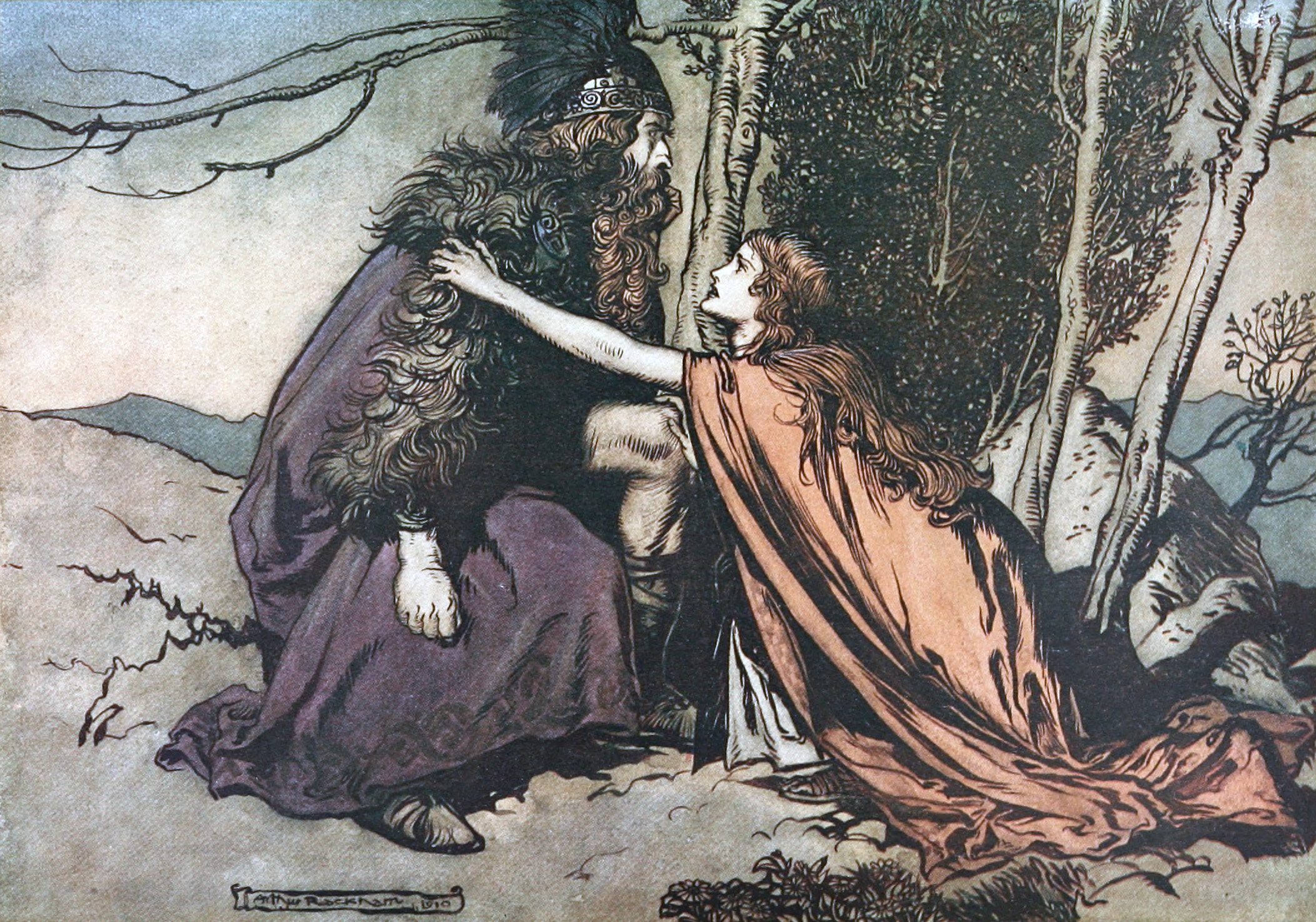
Wotan berättar att Siegmund måste dö.
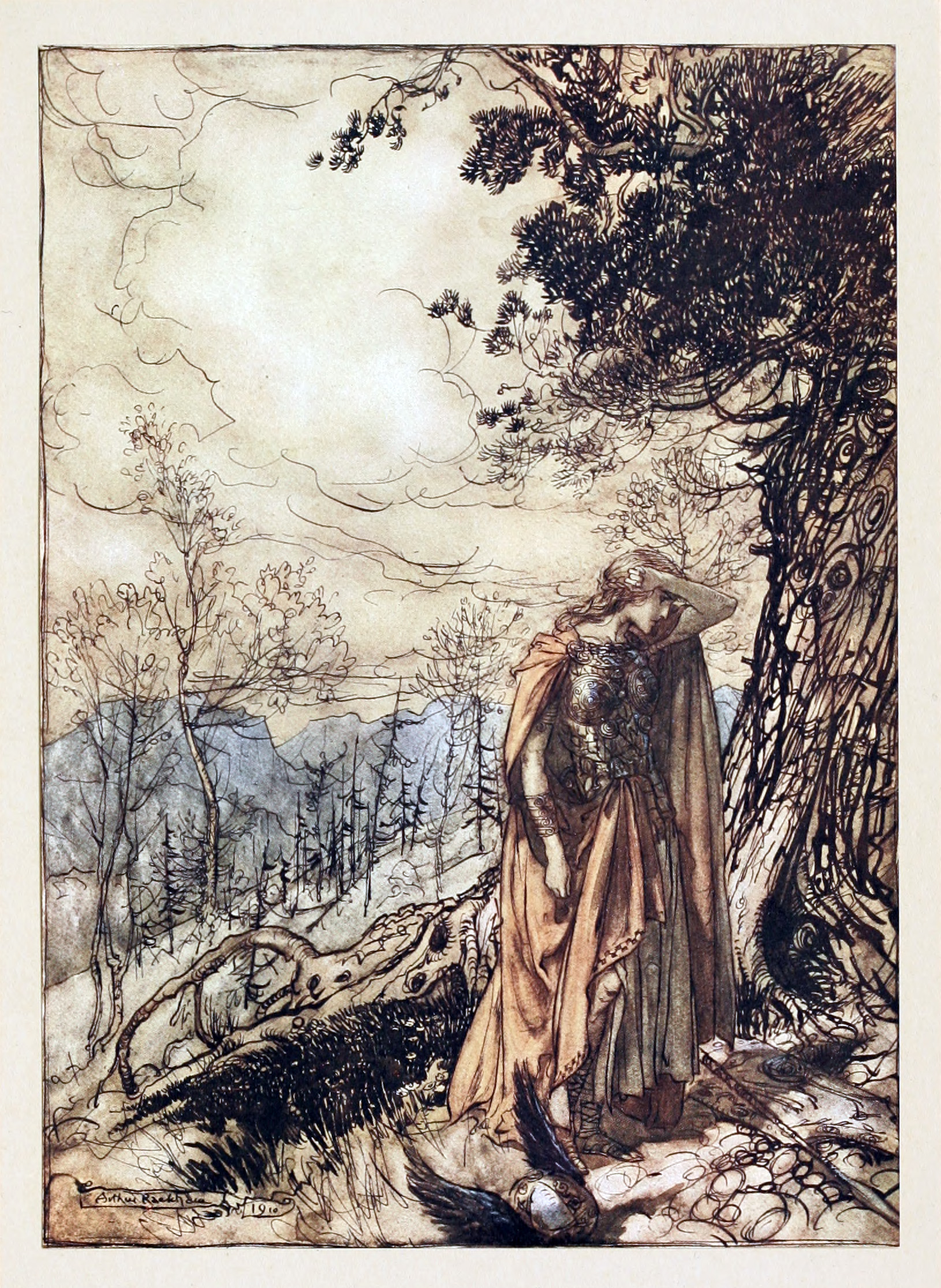
Brünnhilde är förtvivlad över Siegmunds öde.
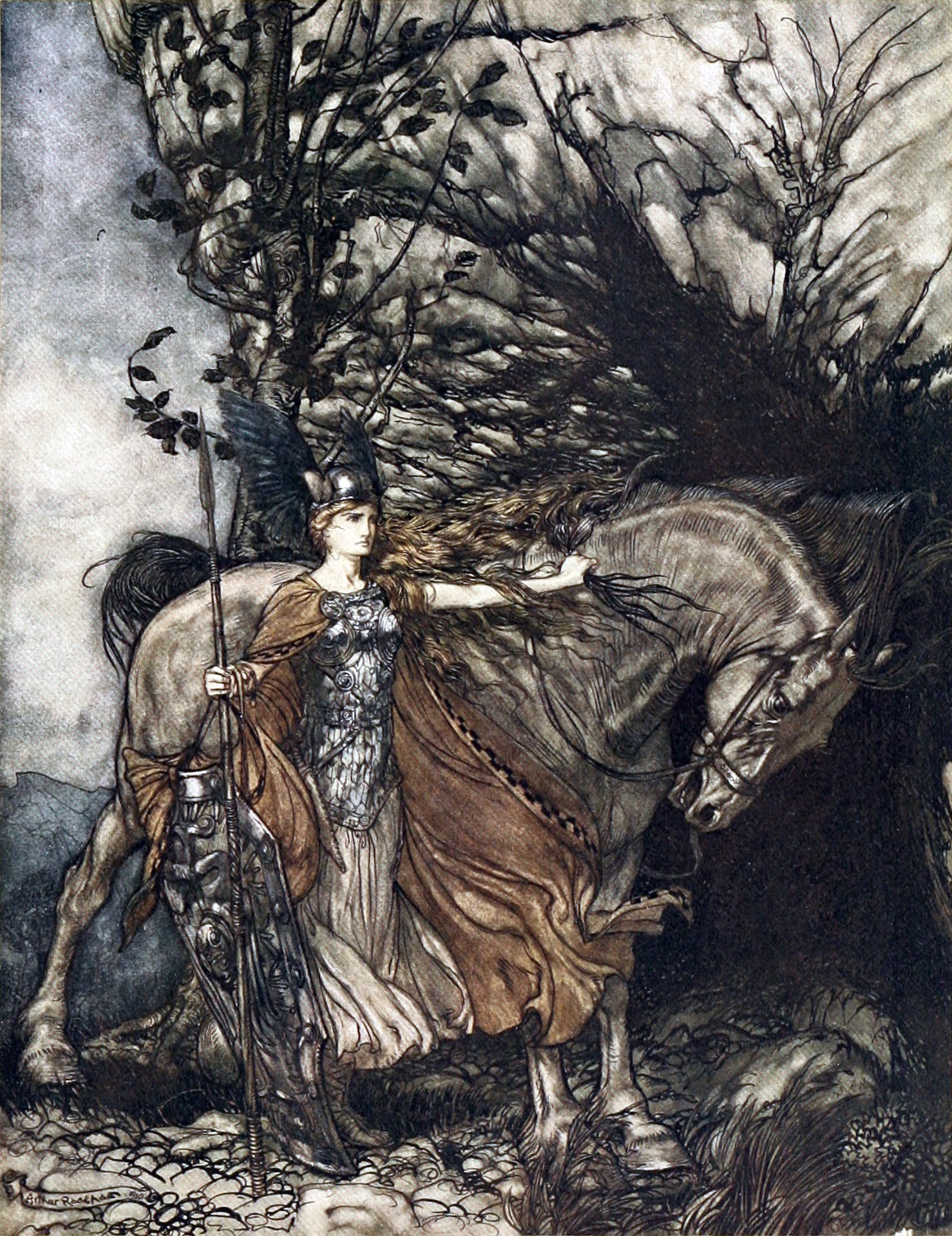
Brünnhilde inväntar Siegmund för att berätta om hans kommande död.

### Akt 3: Bergstopp
I vild galopp kommer valkyriorna ridande med fallna hjältar från slagfälten (”Valkyrieritten”). Till slut återstår bara Brünnhilde. Valkyriorna gläder sig, då de ser henne komma men då hon ber dem skydda henne mot Wotan vågar ingen hjälpa henne. Sieglinde är så förtvivlad att hon bara vill dö, men Brünnhilde talar om för henne att hon bär världens underbaraste hjälte i sitt sköte. Fylld av hopp ber hon då att få bli räddad, och valkyriorna visar henne vägen till skogen där Fafner vakar över Nibelungens skatt. Där kan hon tryggt föda sitt barn. Sonen ska hon ge namnet Siegfried och en gång ska han svinga svärdet Notung.
Wotan har nu nått fram till bergstoppen (”Wo ist Brünnhild’, wo ist die Verbrecherin?”) och Brünnhilde får höra sitt straff: Hon får aldrig mera rida till strid för Valhall, utan istället falla i djup sömn och tillhöra den man som väcker henne där på berget. Hon ber Wotan lägga en ring av eld runt berget, så att bara en hjälte utan fruktan kan finna henne (”War es so schämlich, was ich verbrach”). Han lovar till slut att uppfylla hennes önskan (”Leb wohl, du kühnes, herrliches Kind!”). Med en kyss på hennes ögon tar han gudomligheten från henne och överlämnar henne till sömnen (”Der Augen leuchtendes Paar”). Så kallar han på eldguden Loge, som låter flammor slicka bergstoppen (”Loge hör! Lausche hiehier!”). Med en sista sorgsen blick på sin sovande älsklingsdotter går han därifrån.

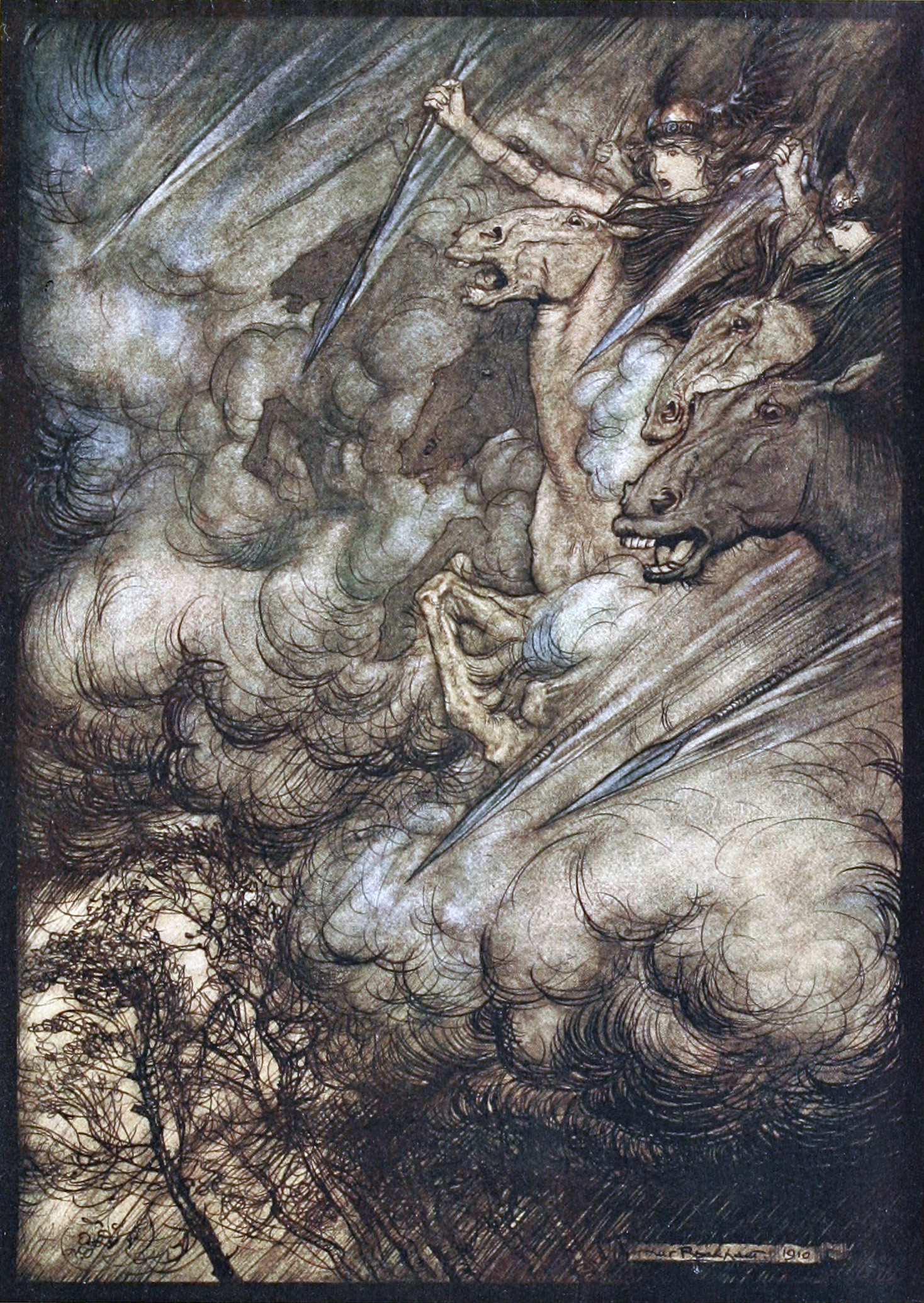
Valkyriorna rider för att hämta fallna hjältar.
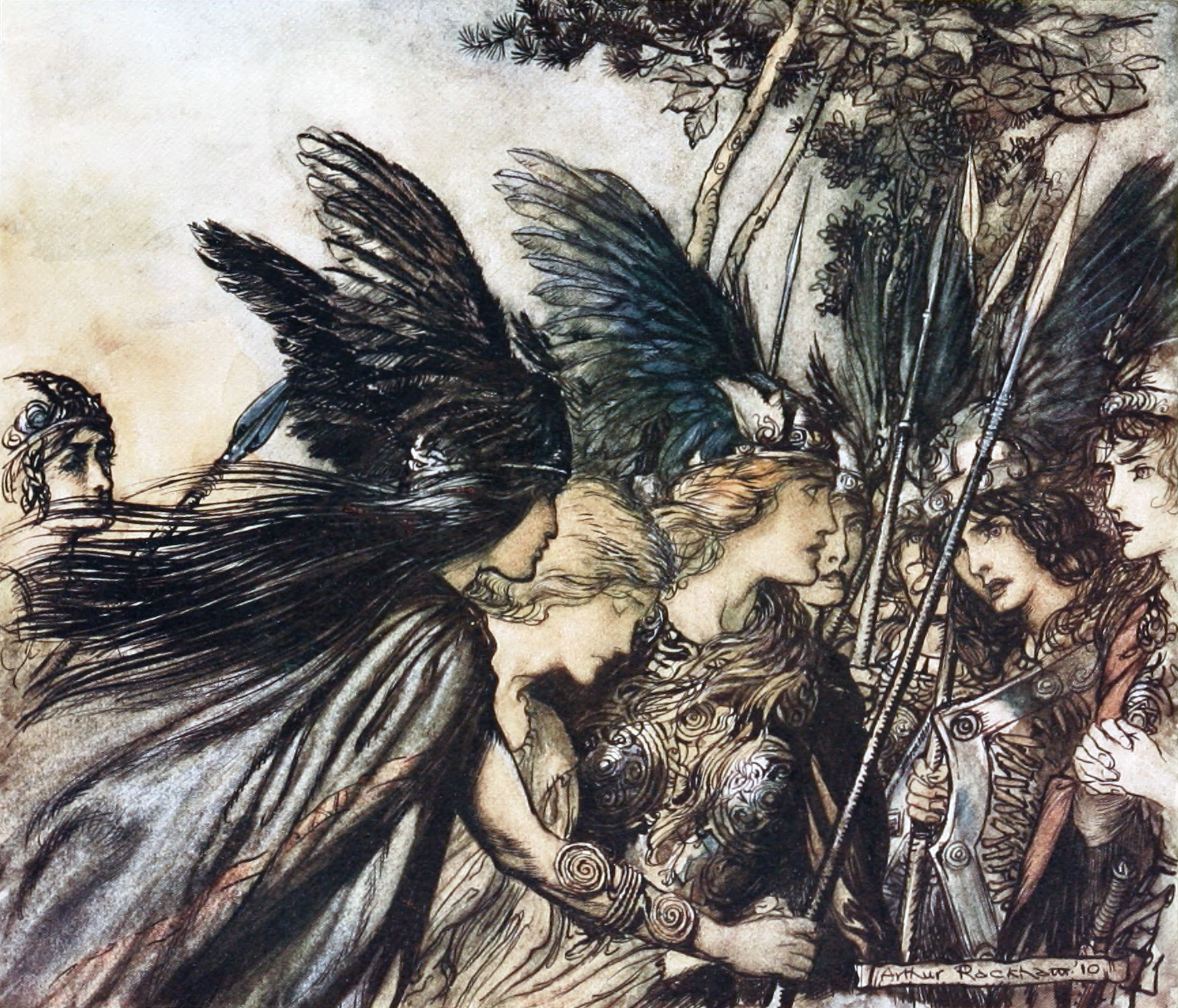
Brünnhilde söker skydd bland sina systrar från Wotans raseri.
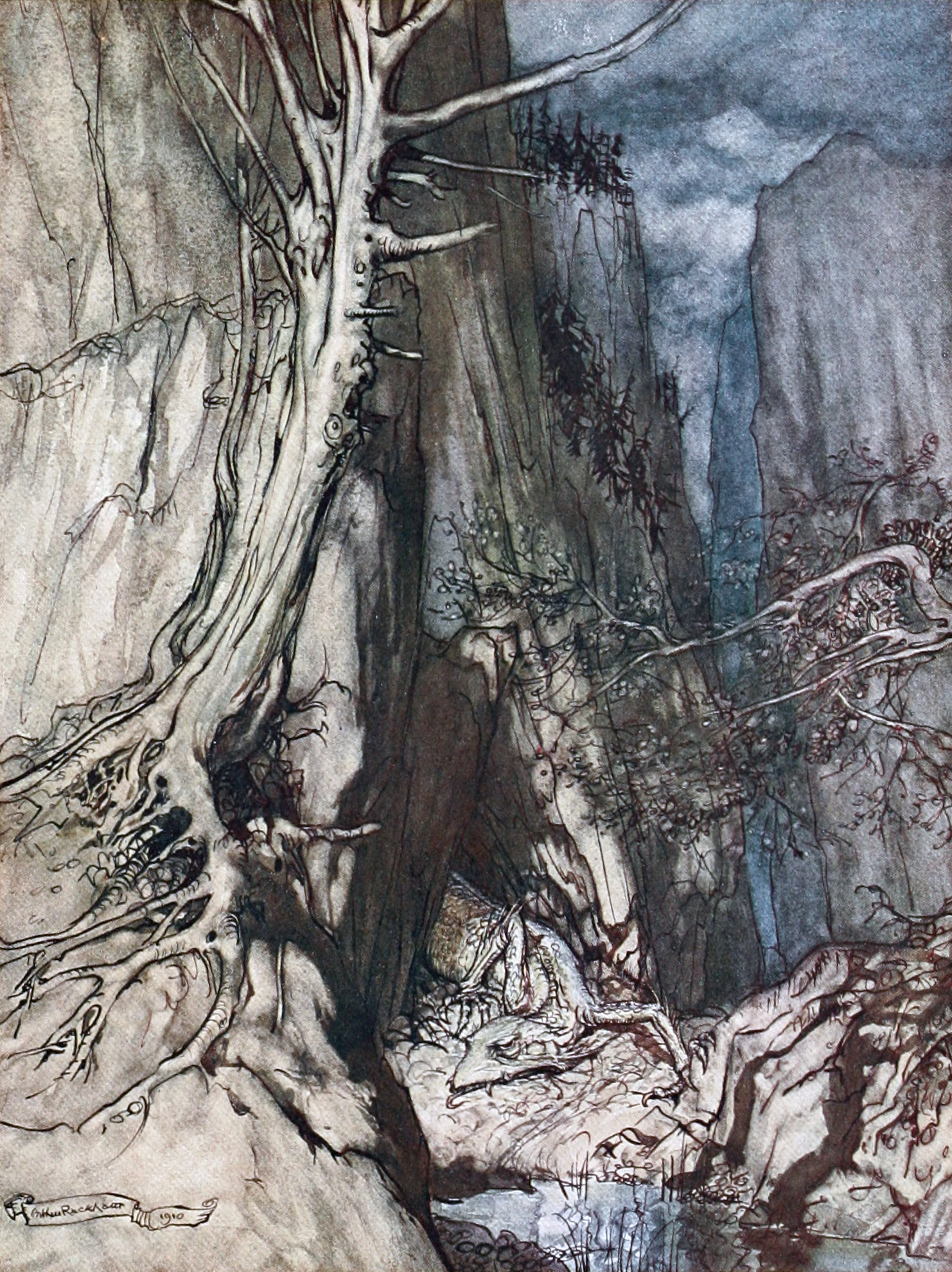
Sieglinde söker skydd i skogen där draken Fafner vakar över guldskatten.
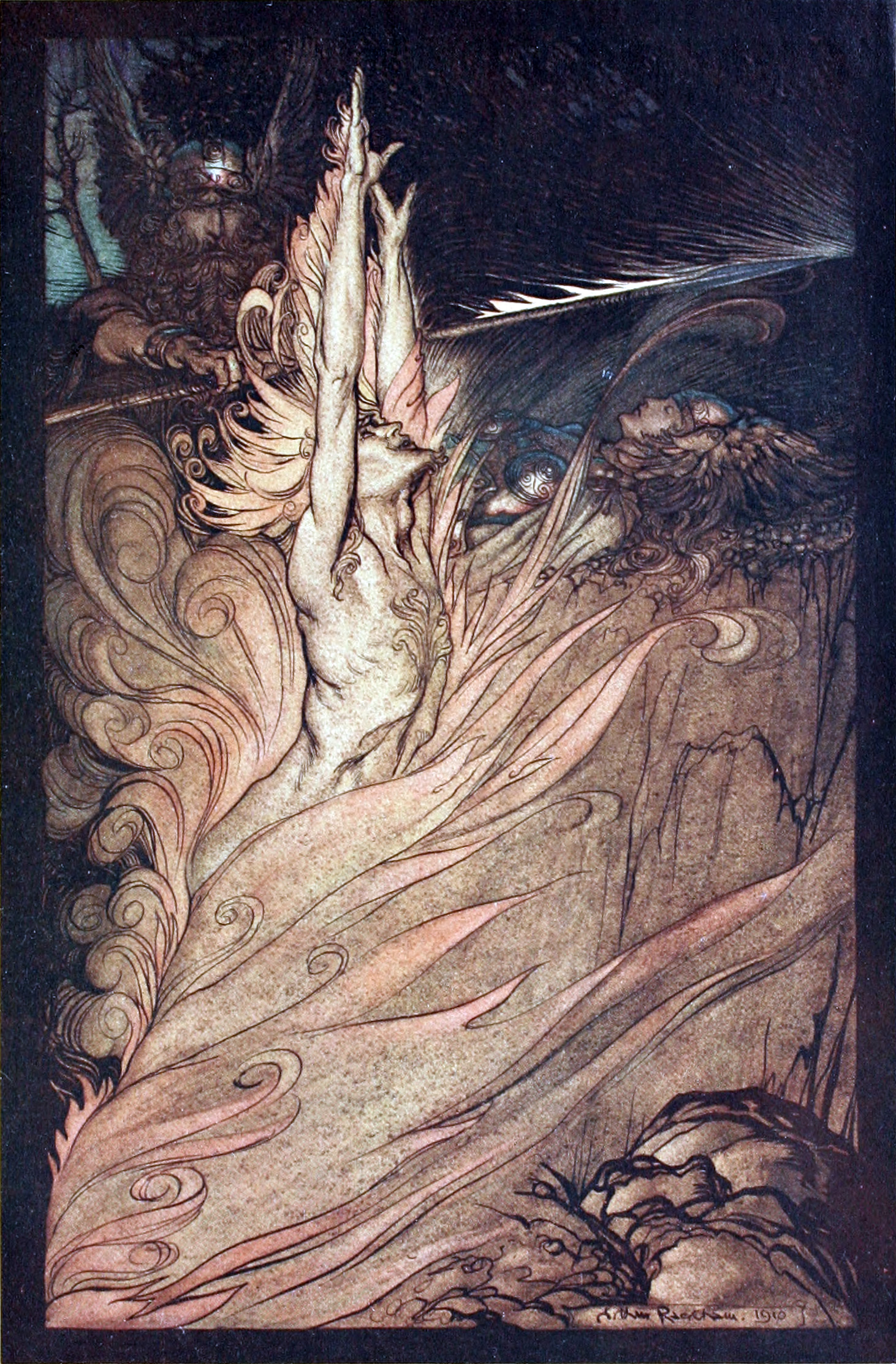
Wotan manar fram Loges eldsflammor för att skydda den sovande Brünnhilde.
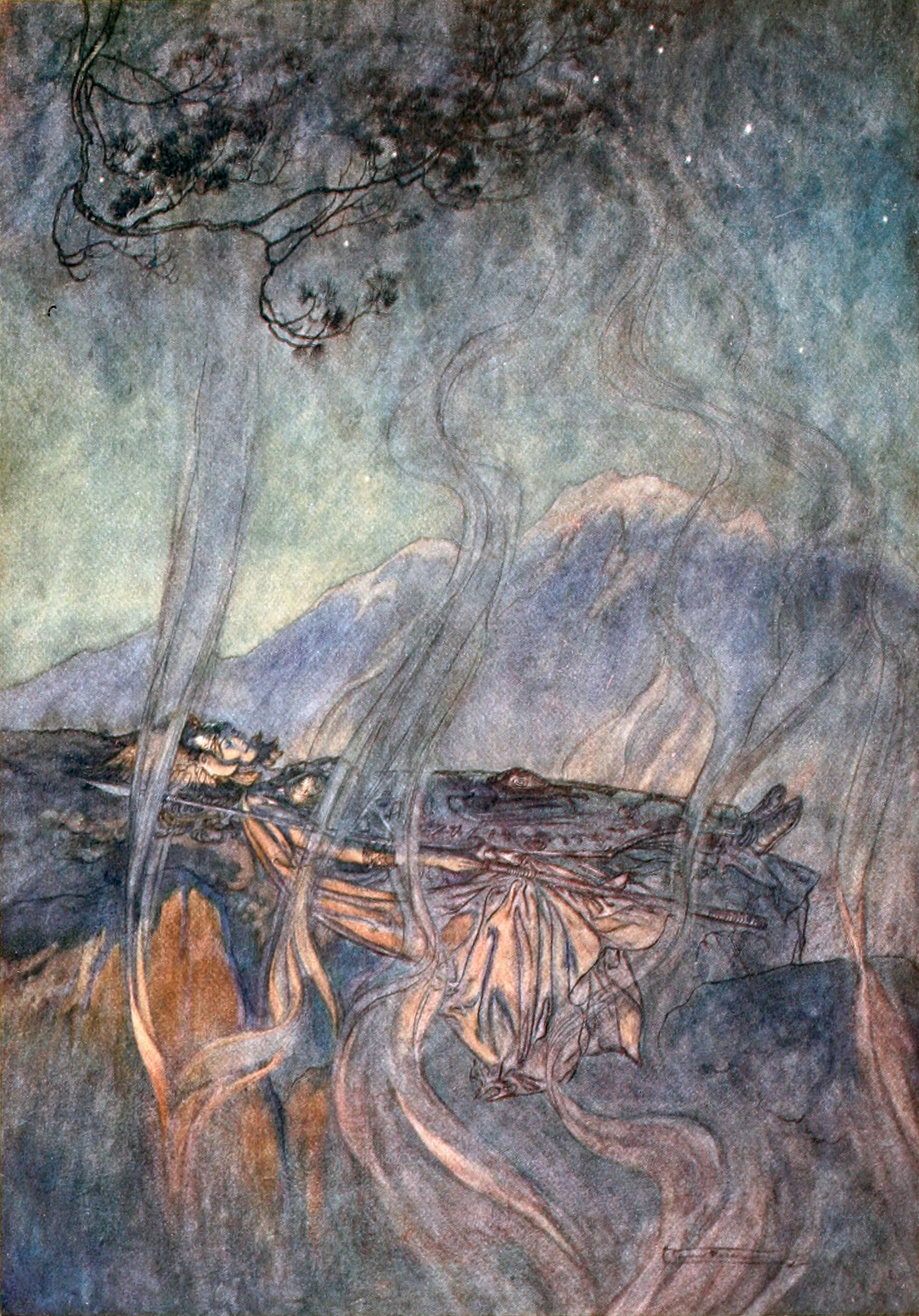
Brünnhilde djupt försjunken i sömn.
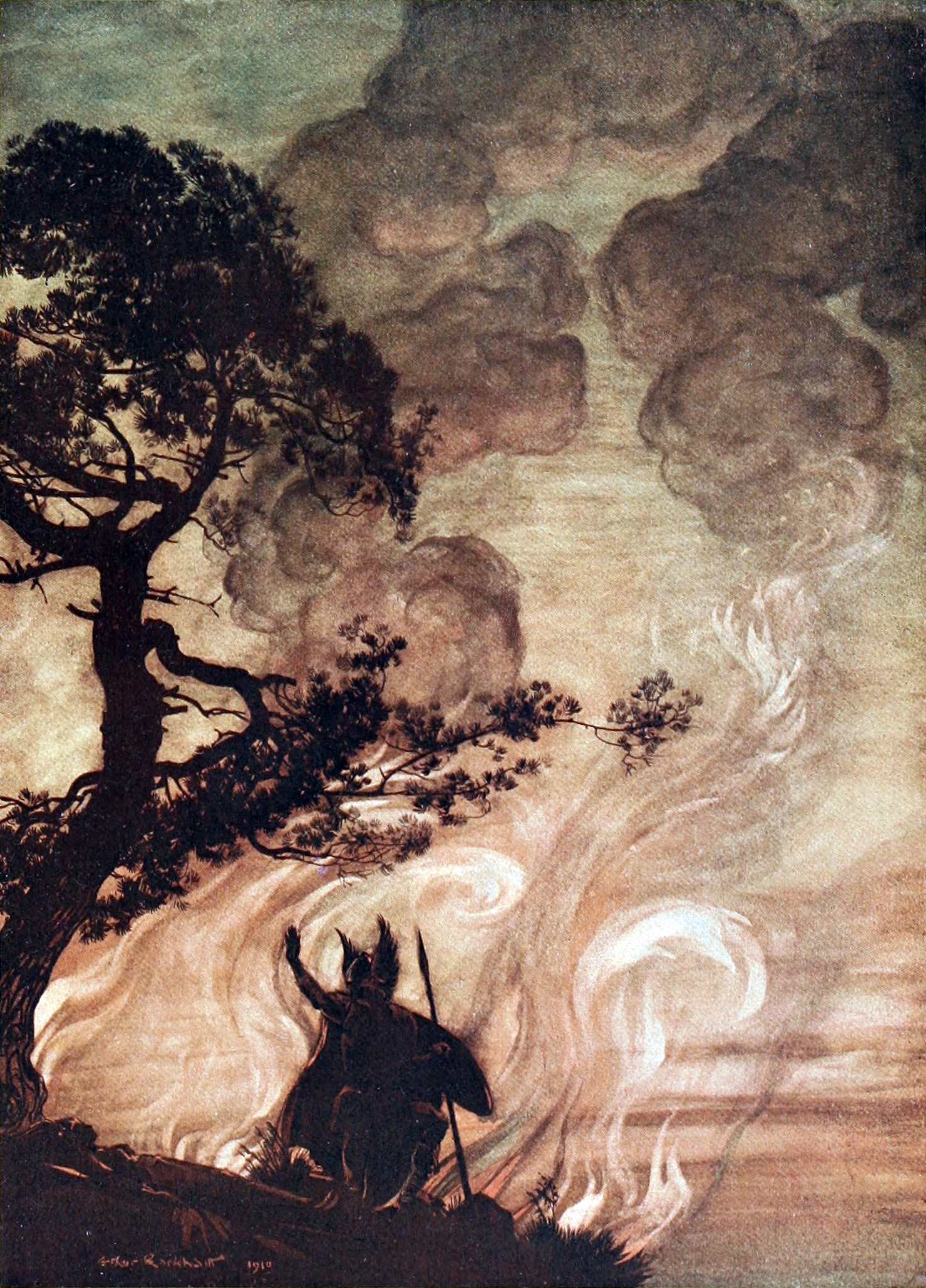
Wotan lämnar den sovande Brünnhilde på bergsklippan.

## Kritiska röster
De första föreställningarna av Valkyrian i München hyllades i allmänhet som framgångar av publik och kritiker. Framträdande tonsättare som var på plats hälsade verket med lovord och såg i det ett bevis på Wagners genialitet. En avvikande röst framfördes av kritikern från Süddeutsche Presse, som var skarp mot den brist på moral som uttrycktes i berättelsen och dessutom fann hela upplevelsen tråkig: första akten var för det mesta "tröttsamt långrandig"; Den andra akten vaknade bara då och då till liv, medan det i den tredje var "knappt möjligt att höra enstaka skrik från sångarna genom orkesterns tumult". Den övergripande effekten var "inte angenäm ... genomsyrad av vad man bara kan kalla hednisk sensualitet, och ... producerar till slut inget annat än en enerverande tråkighet". Detta hårda, om än isolerade, omdöme fick ett visst eko sex år senare, när Valkyrian uppfördes i Bayreuth som en del av Ringen. Kritikerna kunde nu bilda sig en relativ uppfattning om de fyra operornas förtjänster. Även om det fanns en allmän beundran för den första akten, framstod Valkyrian som den minst omtyckta av de fyra, särskilt på grund av att den andra akten ansågs vara "ett stort misslyckande" och en "avgrund av tristess".
Många moderna kritiker av Valkyrian har skrivit om mycket mer positiva åsikter. För Charles Osborne är den "förunderligt rik ... Wagner har hittat ett sätt att integrera sina stämmor i den övergripande strukturen utan att ge avkall på deras lyriska självständighet". Det är, säger han, den opera som står sig starkast utanför tetralogin, och som är så populär att den ofta sätts upp på egen hand, till och med inom festspelen i Bayreuth.
År 2006 skrev Millington att Valkyrian, trots den frikostiga användningen av ensembler i tredje akten, visade den största troheten av de fyra operorna mot de teoretiska principer som Wagner uttryckte i Oper und Drama: "En genomgripande syntes av poesi och musik uppnås utan någon märkbar uppoffring i det musikaliska uttrycket". Den moderna uppfattningen är att av Ringens operor är Valkyrian både den mest lättillgängliga och den som mest framgångsrikt kan framföras i utdrag.

## Musikaliska och dramatiska episoder i operan
- Förspelet till akt I
- Siegmunds berättelse (”Ein Schwert verhiess mir der Vater”, akt I, scen 3)
- Siegmunds vårsång (”Winterstürme wichen dem Wonnemond”, akt I, scen 3)
- Förspelet till akt II
- Dödsförkunnelsen (”Siegmund! Sieh auf mich”, akt II, scen 4)
- Valkyrieritten (”Hojotoho! Heiaha!”, akt III, scen 1)
- Wotans avsked (”Leb wohl, du kühnes, herrliches Kind”, akt III, scen 3)
- Eldbesvärjelsen (”Loge, hör’!”, akt III, scen 3)

## Inspelningar (urval)
- 1935 (utdrag): Wienerfilharmonikerna, Dirigent: Bruno Walter, Solister: Lauritz Melchior, Lotte Lehmann, Hans Hotter, Emanuel List (EMI)
- 1937: London Philharmonic Orchestra i Covent Garden, Dirigent: Wilhelm Furtwängler, Solister: Herbert Janssen, Kirsten Flagstad, Lauritz Melchior, Maria Müller, Linda Seymore
- 1940: Orkester från Metropolitan Opera New York, Dirigent: Erich Leinsdorf, Solister: Julius Huen, Marjorie Lawrence, Lauritz Melchior, Kirsten Flagstad, Karin Branzell, Emanuel List (Sony)
- 1941: Orkester från Metropolitan Opera New York, Dirigent: Erich Leinsdorf, Solister: Friedrich Schorr, Helen Traubel, Lauritz Melchior, Astrid Varnay (Bühnendebüt!), Kerstin Thorborg, Alexander Kipnis (Myto)
- 1953: Orchestra Sinfonica della Radio Italiana (Rom), Dirigent: Wilhelm Furtwängler, Solister: Ferdinand Frantz, Martha Mödl, Wolfgang Windgassen, Gustav Neidlinger (EMI)
- 1954: Wienerfilharmonikerna, Dirigent: Wilhelm Furtwängler, Solister: Ferdinand Frantz, Martha Mödl, Ludwig Suthaus, Leonie Rysanek, Margarete Klose, Gottlob Frick
- 1955: Orkester från Festspelen i Bayreuth, Dirigent: Joseph Keilberth, Solister: Hans Hotter, Astrid Varnay, Ramón Vinay, Gré Brouwenstijn, Georgine von Milinkovic, Josef Greindl u. a.
- 1956: Orkester från Festspelen i Bayreuth, Dirigent: Hans Knappertsbusch, Solister: Hans Hotter, Astrid Varnay, Wolfgang Windgassen, Josef Greindl, Gustav Neidlinger u. a. (Orfeo)
- 1961: London Symphony Orchestra, Dirigent: Erich Leinsdorf, Solister: George London, Birgit Nilsson, Jon Vickers, Gré Brouwenstijn, Rita Gorr, David Ward (Decca)
- 1965: Wienerfilharmonikerna, Dirigent: Georg Solti, Solister: Hans Hotter, Birgit Nilsson, James King, Régine Crespin, Christa Ludwig, Gottlob Frick (Decca)
- 1966: Berlinerfilharmonikerna, Dirigent: Herbert von Karajan, Solister: Thomas Stewart, Régine Crespin, Jon Vickers, Gundula Janowitz, Josephine Veasey, Martti Talvela (DGG)
- 1967: Orkester från Festspelen i Bayreuth, Dirigent: Karl Böhm, Solister: Theo Adam, Birgit Nilsson, James King, Leonie Rysanek, Annelies Burmeister, Gerd Nienstedt (Philips)
- Die Walküre. Royal Swedish Opera archives ; 5. Stockholm: Caprice. 2005. Libris 10048484
- Die Walküre. Nadine Secunde, Poul Elming, Matthias Hölle, Anne Evans, John Tomlinson, Linda Finnie. Orchester der Bayreuther Festspiele. Daniel Barenboim, dirigent. Warner DVD 2564 62319-2. 2 DVD.[95]

## Uppföranden (urval)

### Kungliga Operani Stockholm
- svensk premiär den 7 november 1895
- nyuppsättning med premiär den 28 november 1906
- nyuppsättning med premiär den 23 november 1924
- nyuppsättning med premiär den 19 april 1959
- nyuppsättning med premiär den 10 maj 1968
- nyuppsättning med premiär den 25 februari 2006[1]

### Göteborgsoperan
- med premiär den 11 januari 2004.[96]